# ميكيلانجيلو
ميكيلانجيلو بوناروتي (بالإيطالية: Michelangelo Buonarroti)‏ كان رسام ونحات ومهندس وشاعر إيطالي، كان لإنجازاته الفنية الأثر الأكبر على محور الفنون ضمن عصره وخلال المراحل الفنية الأوروبية اللاحقة.
اعتبر ميكيلانجيلو أن جسد الإنسان العاري الموضوع الأساسي بالفن مما دفعه لدراسة أوضاع الجسد وتحركاته ضمن البيئات المختلفة. حتى أن جميع فنونه المعمارية كانت ولا بد أن تحتوي على شكل إنساني من خلال نافذة، جدار، أو باب.
كان ميكيلانجيلو يبحث دائمًا عن التحدي سواء كان تحديا جسديا أو عقليا، وأغلب المواضيع التي كان يعمل بها كانت تستلزم جهدًا بالغاً سواء كانت لوحات جصية أو لوحات فنية مرسومة، وكان ميكيلانجيلو يختار الوضعيات الأصعب للرسم إضافة لذلك كان دائمًا ما يخلق عدة معاني من لوحته من خلال دمج الطبقات المختلفة في صورة واحدة، وأغلب معانيه كان يستقيها من الأساطير، الدين، ومواضيع أخرى. نجاحه في قهر العقبات التي وضعها لنفسه في صنع تحفه كان مذهلا إلا أنه كثيرًا ما كان يترك أعماله دون إنجاز وكأنه يُهزم بطموحهِ نفسه. اثنان من أعظم أعماله النحتية، تمثال داوود وتمثال بيتتا العذراء تنتحب قام بإنجازهما وهو دون سن الثلاثين.
رغم كون ميكيلانجيلو من الفنانين شديدي التدين فقد عبر عن أفكاره الشخصية فقط من خلال أعماله الأخيرة. فقد كانت أعماله الأخيرة من وحي واستلهام الديانة المسيحية مثل صلب المسيح.
تعرف ميكيلانجيلو، خلال مسيرة عمله، على مجموعة من الأشخاص المثقفين يتمتعون بنفوذ اجتماعي كبير. رعاته كانوا دائمًا من رجال الأعمال الفاحش الثراء أو رجال ذوي المكانة الاجتماعية القوية بالإضافة لأعضاء الكنيسة وزعمائها، من ضمنهم البابا يوليوس الثاني، كليمنت السابع وبولس الثالث. سعى ميكيلانجيلو دائمًا ليكون مقبولاً من رعاته لأنه كان يعلم بأنهم الوحيدون القادرون على جعل أعماله حقيقة.
من صفات ميكيلانجيلو أنه كان يعتبر الفن عمل يجب أن يتضمن جهدا كبيراً وعملاً مضنياً فكانت معظم أعماله تتطلب جهداً عضلي وعدداً كبيراً من العمال وقليلاً ما كان يفضل الرسم العادي الذي يمكن أداؤه بلباس نظيف. وتُعتبر هذه الرؤية من إحدى تناقضاته التي جعلته يتطور في نفسه من حرفي إلى فنان عبقري قام بخلقه بنفسه.
قام ميكيلانجيلو في فترة من حياته بمحاولة تدمير كافة اللوحات التي قام برسمها ولم يبق من لوحاته إلا بضعة لوحات ومنها لوحة باسم «دراسة لجذع الذكر»، التي أكملها عام 1550 والتي بيعت في صالة مزادات كريستي بنحو أربعة ملايين دولار، وكانت هذه اللوحة واحدة من عدة رسومات قليلة للأعمال الأخيرة لميكيلانجيلو الذي توفي عام 1564، والتي تبدو أنها تمت بصلة إلى شخصية المسيح.

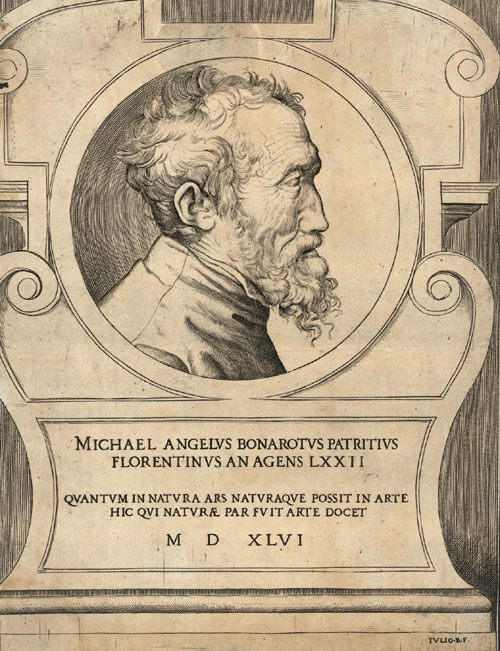
رسم لميكيلانجيلو بوناروتي البالغ من العمر 72 عامًا، بريشة جوليو بوناسوني، 1546.

أثارت عملية تنظيف تمثال داود الشهير، في الذكرى الخمسمئة لنحته، بالمياه المقطرة، جدلاً واسعاً، حيث وافق وزير الثقافة الإيطالي «جوليانو أوروباني» على تنظيفه رغم احتجاج العديد من الخبراء على طريقة التنظيف، حيث رأى البعض أن تلك الطريقة في التنظيف ستلحق أضرارا بالرخام وسط مخاوف من أن تصبح منحوتة داوود أشبه بمنحوتة عادية من الجص، وطرح الخبراء فكرة التنظيف الجاف الذي رفضه وزير الثقافة جوليانو أوروباني.
بالرغم من اعتبار رسم اللوحات من الاهتمامات الثانوية عند ميكيلانجيلو إلا أنه تمكن من رسم لوحات جدارية عملاقة أثرت بصورة كبيرة على منحى الفن التشكيلي الأوروبي مثل تصوير قصة سفر التكوين في العهد القديم على سقف كنيسة سيستاين، ولوحة يوم القيامة على منبر كنيسة سيستايت في روما. ما يُعتبر فريدا في حياة فناني عصر النهضة إن ميكيلانجيلو كان الفنان الوحيد الذي تم كتابة سيرته على يد مؤرخين بينما كان على قيد الحياة حيث قام المؤرخ جورجو فازاري بكتابة سيرته وهو على قيد الحياة، ووصف الأخير ميكيلانجيلو بذروة فناني عصر النهضة. مما لا شك فيه أن ميكيلانجيلو قد أثر على من عاصروه ومن لحقوه بتأثيرات عميقة فأصبح أسلوبه بحد ذاته مدرسة وحركة فنية تعتمد على تضخيم أساليبه ومبادئه بشكل مبالغ به حتى أواخر عصر النهضة فكانت هذه المدرسة تستقي مبادئها من رسوماته ذات الوضعيات المعقدة والمرونة الأنيقة.

## حياته وأعماله

### نشأته

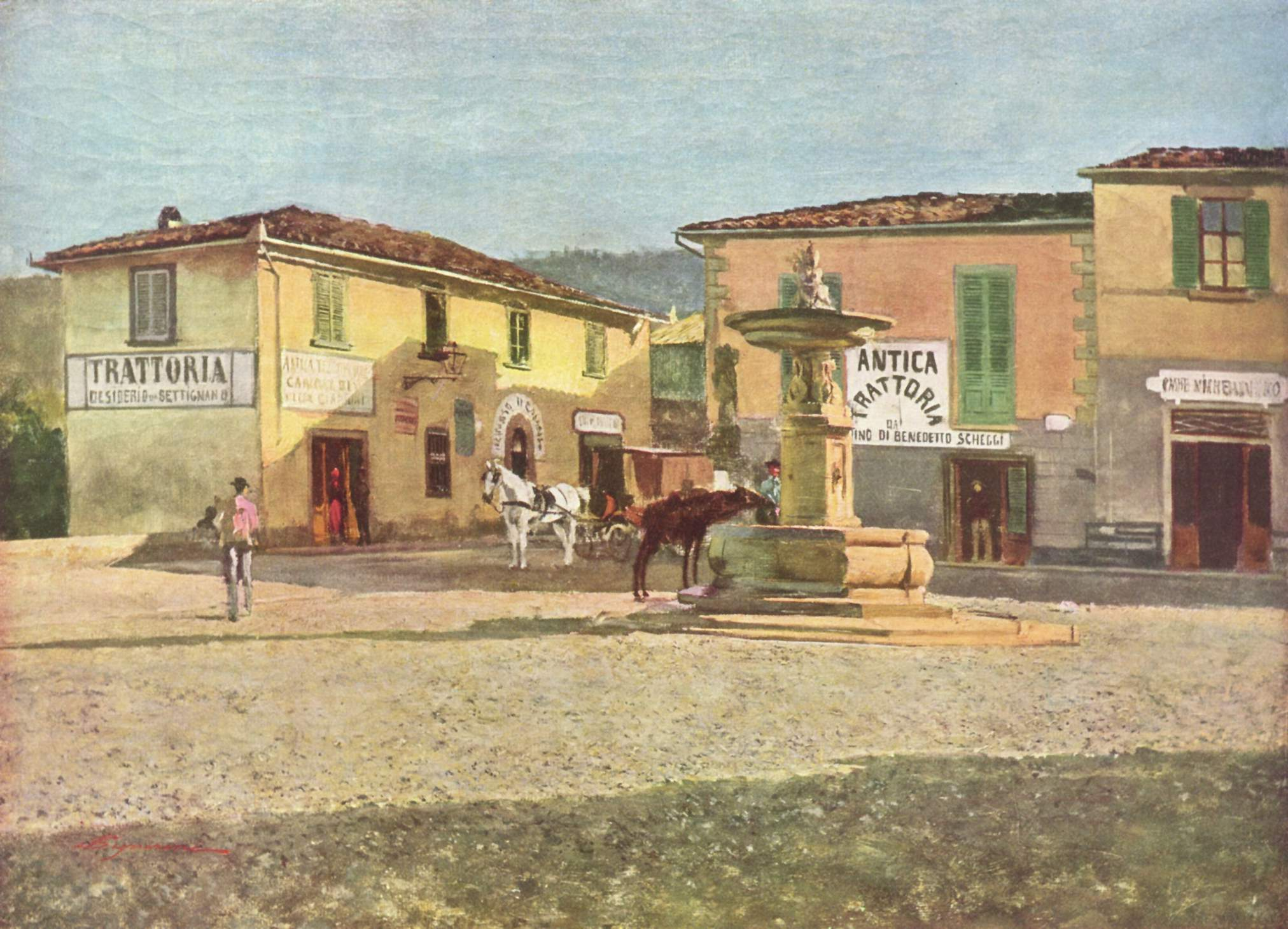
رسم من عام 1880 لساحة بلدة "سيتيغنانو" حيث عاش ميكيلانجيلو بعد وفاة والدته.

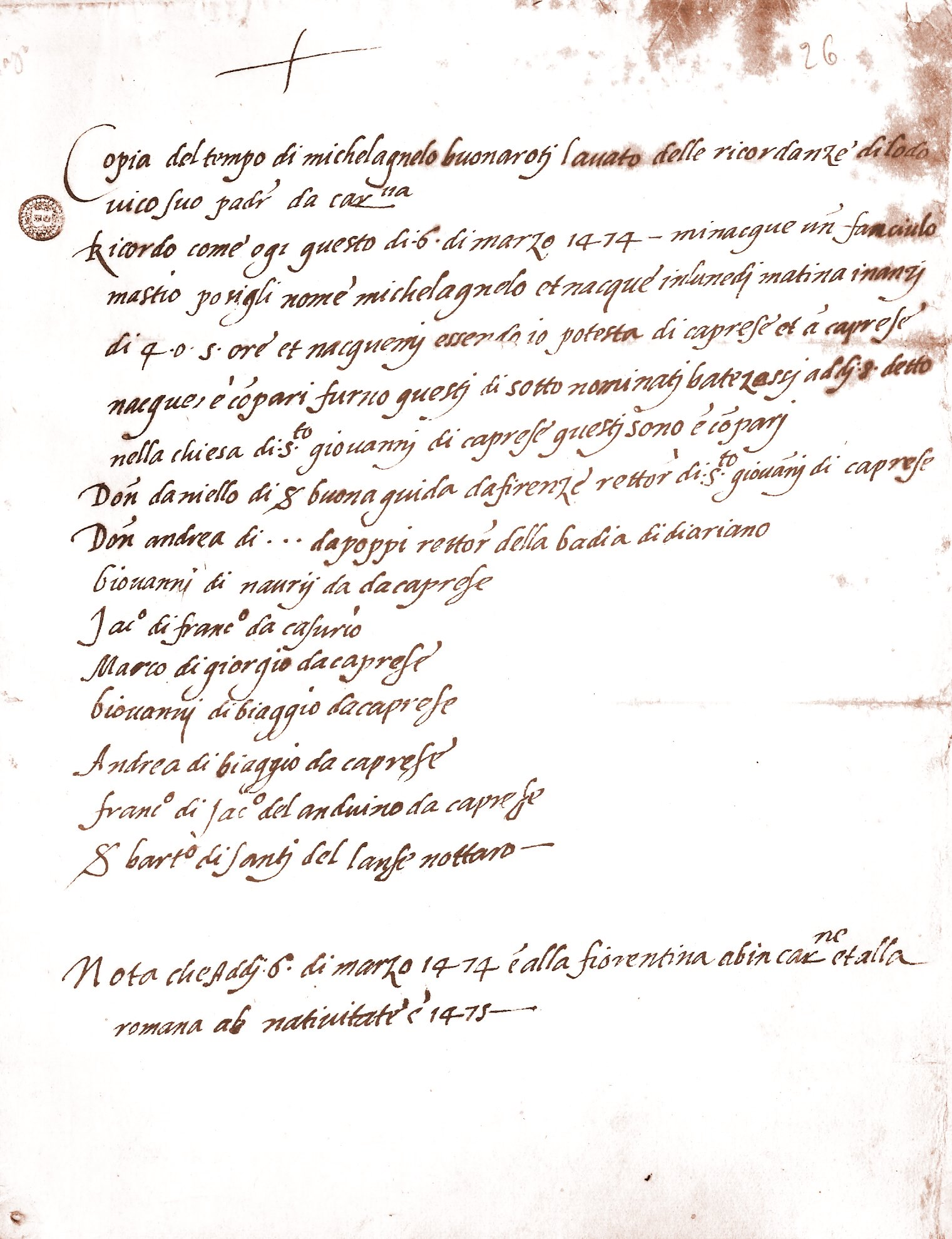
نسخة من وثيقة ولادة ميكيلانجيلو ومعموديته في كابريزي، فلورنسا.

ولد ميكيلانجيلو في قرية كابريزي قرب أريتسو بتوسكانا وترعرع في فلورنسا، التي كانت مركز النهضة الأوروبية آنذاك، ومن محيطها المليء بمنجزات فناني النهضة السابقين إلى تحف الإغريق المذهلة، استطاع أن يتعلم ويستقي منها الكثير عن فن النحت والرسم. كانت أسرة ميكيلانجيلو من أبرز المصرفيين الصغار في فلورنسا، لكن والده، «لودفيكو دي ليوناردو دي بوناروتي دي سيموني»، شذ عن باقي أفراد العائلة، وشغل عدّة مناصب حكومية خلال حياته، أما والدته فهي «فرانشيسكا دي نيري دل مينياتو دي سيينا». زعمت أسرة بوناروتي أن أبنائها يتحدرون من «ماتيلدي التوسكانية» وهي إحدى نبيلات إيطاليا القديمات، وعلى الرغم من أن هذا الزعم ما زال غير مؤكد، إلا أن ميكيلانجيلو نفسه كان مؤمنًا به. بعد بضعة أشهر من ولادة ميكيلانجيلو، عادت أسرته إلى فلورنسا، حيث قضى سنوات صباه، وفي سنة 1481، أي عندما كان يبلغ من العمر ست سنوات فحسب، توفيت والدته بعد صراع طويل مع المرض، فانتقل ميكيلانجيلو ليعيش مع أسرة رجل يعمل في قلع الحجارة ببلدة «سيتيغنانو»، حيث كان ولده يملك مقلعًا للرخام ومزرعة صغيرة. أفاد جورجو فازاري أن ميكيلانجيلو قال: «إن كان هناك بعض الخير والجمال في نفسي، فهذا لأنني ولدت في البيئة الرقيقة لبلدكم أريتسو. جنبًا إلى جنب مع حليب مرضعتي، شربت موهبة التعامل مع الإزميل والمطرقة، تلك الأدوات التي أصنع منها أعمالي».

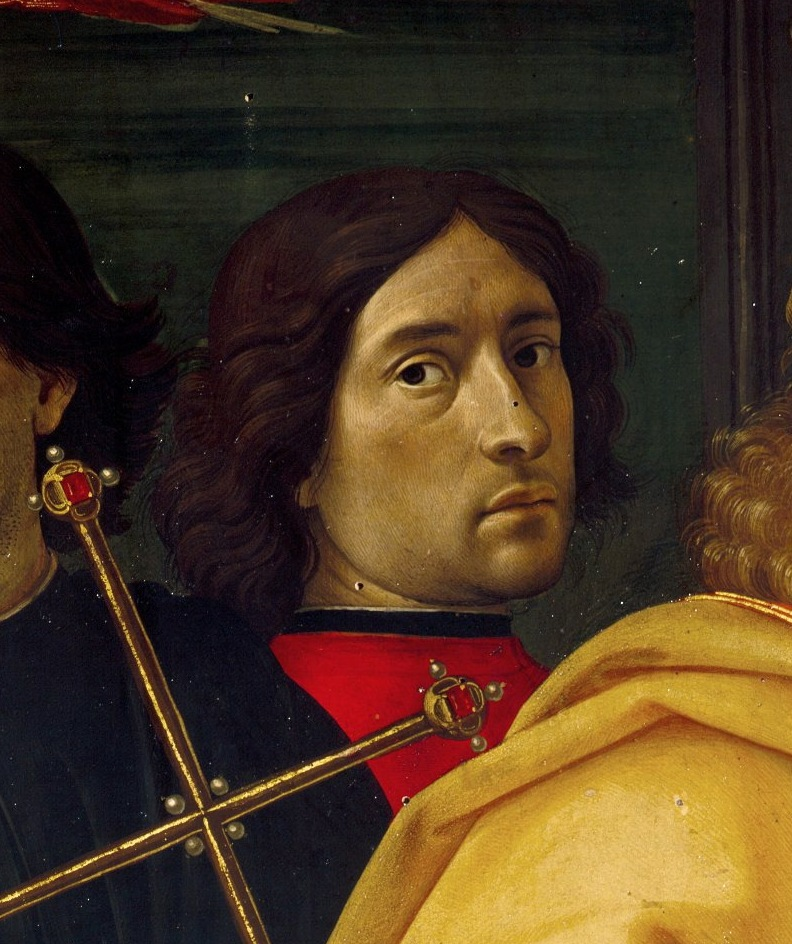
دومينيكو غرلاندايو، معلّم ميكيلانجيلو.

أقدم والد ميكيلانجيلو، الذي كان قاضياً على بلدة كابريزي في ذلك الوقت، على إرسال ولده إلى المعلّم «فرانشيسكو دا أوربينو» في فلورنسا، حتى يتعلّم قواعد اللغة، لكن الفتى لم يُظهر ميلاً نحو العلم، بل كثيرًا ما كان يُفضل نسخ اللوحات في الكنائس، ويميل إلى صحبة الفنانين والرسامين. في النهاية وافق الأب على رغبة ولده وسمح لهذا الصبي ذو ثلاثة عشر ربيعاً بأن يعمل لدى رسام جص يدعى دومينيكو غرلاندايو، وعندما بلغ ميكيلانجيلو عامه الرابع عشر، كان والده قد أقنع دومنيكو بأن يُعلن تلميذه رسامًا. يُعرف أن ميكيلانجيلو لم يستطع التوافق مع معلمه وكثيرًا ما كان يصطدم معه مما حذا به لينهي عمله لديه بعد أقل من سنة. في عام 1489، طلب لورينزو دي ميديشي، حاكم فلورنسا بحكم الأمر الواقع، طلب من دومينيكو غرلاندايو أن يُرسل إليه أفضل طالبين في عهدته، فأرسل إليه الأخير كلاً من ميكيلانجيلو وفرانشيسكو غراناسي. خلال الفترة الممتدة من عام 1490 حتى عام 1492، التحق ميكيلانجيلو بالمدرسة الإنسانية التي أسستها أسرة ميديشي لتدريس الفلسفة الإفلاطونية المحدثة، حيث تعلّم النحت على يد «بيرتولدو دي جيوفاني»، وتأثرت نظرته إلى الحياة وأنماط فنّه بآراء ونظريات الكثير من الفلاسفة والكتّأب المعروفين في ذلك الزمن، مثل: مارسيليو فيسينو، بيكو ديلا ميراندولا، وأنجلو بوليزيانو. خلال هذه الفترة، أتمّ ميكيلانجيلو العمل على نقش «سيدة الأدراج» (1490–1492) ومعركة القناطرة (1491–1492)، وقد كانت الأخيرة مبنية على فكرة اقترحها أنجلو بوليزيانو، وكلّفه بها لورينزو دي ميديشي. أدّى إعجاب بيرتولدو دي جيوفاني بعمل تلميذه أشد الإعجاب، إلى تولّد شعور بالغيرة عند زميل ميكيلانجيلو المدعو «بيترو توريغيانو»، فضربه على أنفه ضربةً قوية شوهت شكله، ويظهر هذا التشوه بشكل واضح في كل الرسومات الشخصية لوجه ميكيلانجيلو.

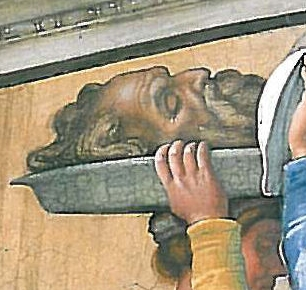
رسم لرأس ميكيلانجيلو يظهر فيه أنفه المشوه بشكل واضح، من سقف كنيسة سيستاين.

على الرغم من إنكار ميكيلانجيلو لفضل غيرلاندايو في تعليمه أي شيء إلا أنه من الواضح أنه تعلم منه فن الرسم الجداري حيث أن رسومه الأولية كانت قد أظهرت طرق ومناهج اتبعها غيرلاندايو. في الفترة الممتدة بين عاميّ 1490 و1492 أمضى وقته في منزل لورينزو دي ميديشي المعروف بلورينزو العظيم الراعي الأهم للفنون في فلورنسا وحاكمها. حيث كان المنزل مكان دائم لاجتماع الفنانين الفلاسفة والشعراء. ومن المفترض أن ميكيلانجيلو قابل وتعلم من المعلم الكهل بيرتولدو الذي كان قد تدرب مع دوناتلو فنان القرن الخامس عشر في فلورنسا.
أخذ ميكيلانجيلو ينخرط في معتقدات مجموعات النخبة الثقافية التي كانت تجتمع في منزل لورينزو شيئا فشيئا ويتبناها، فتزايد اهتمامه بالأدب والشعر، كما اهتم بأفكار تدور حول «النيوبلاتونيسم»، وهو نظام فلسفي يجمع ما بين الأفكار الإفلاطونية والمسيحية واليهودية ويدور حول فلسفة تعتبر أن الجسد هو مخزن الروح التي تتوق العودة إلى بارئها، وكثيرًا مافسر النقاد أعمال ميكيلانجيلو على أساس هذه الأفكار وخصوصا أعماله التي تصور الإنسان وكأنه يسعى إلى أفق حر يخلصه من السجن أو الحاجز الذي يعيشه.
كانت أمنية لورينزو دي ميديشي هي إحياء الفن الإغريقي واليوناني وهذا ما جعله يجمع مجموعة رائعة من هذه التحف التي أصبحت مادة للدراسة لدى ميكيلانجيلو، ومن خلال هذه المنحوتات والرسوم، استطاع ميكيلانجيلو أن يحدد المعايير والمقاييس الحقيقية للفن الأصيل وبدأ يسعى ليتفوق على نفسه من خلال الحدود التي وضعها بنفسه، حتى أنه قام مرة بتقليد بعض الأعمال الكلاسيكية الرومانية بإتقان لدرجة أنه تم تداولها على أنها أصلية.

### في مقتبل العمر

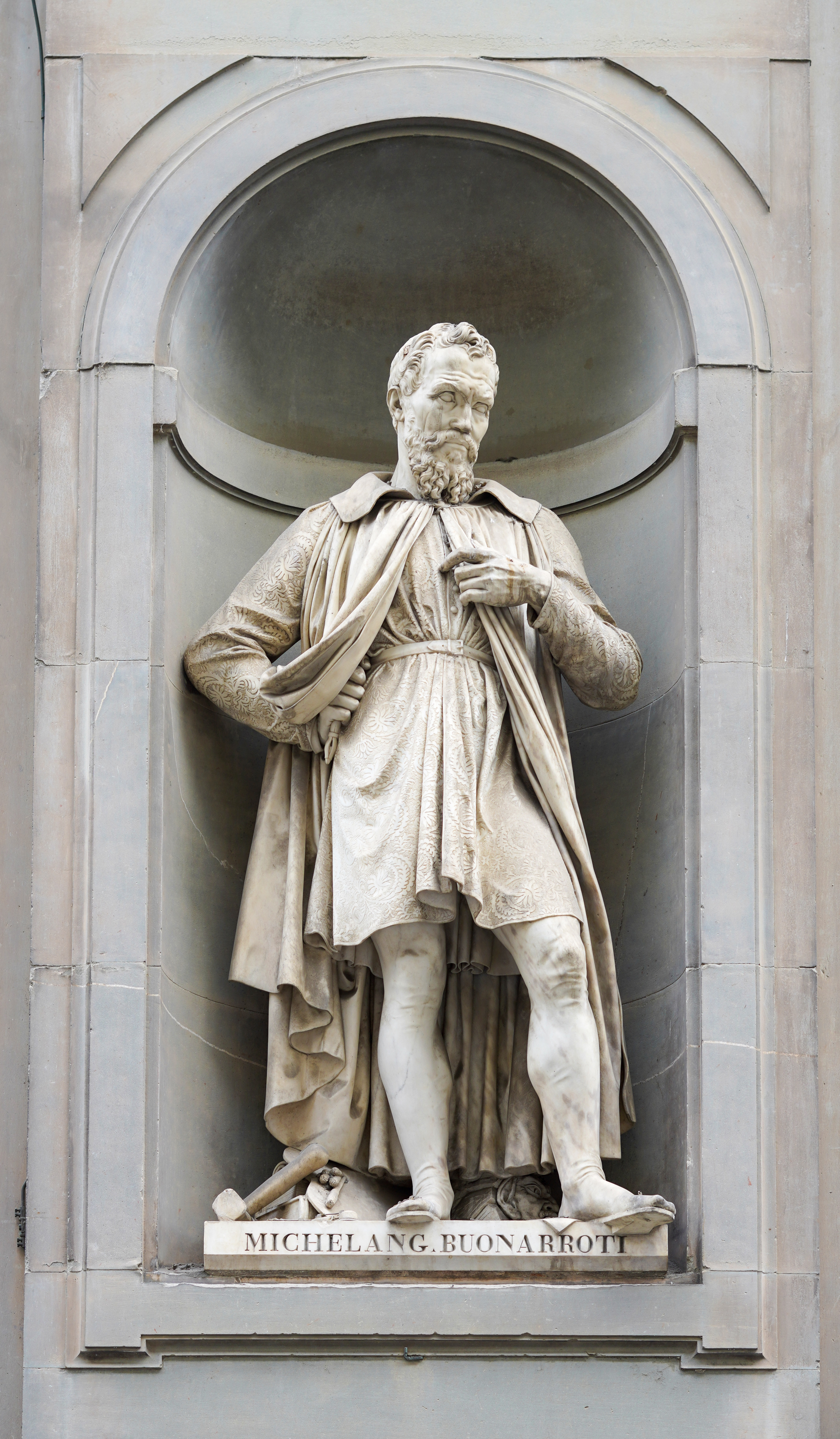
تمثال ميكيلانجيلو على مشارف متحف الأوفيتسي بفلورنسا.

توفي لورينزو دي ميديشي بتاريخ 8 أبريل سنة 1492، فكان لوفاته أثر كبير على ظروف وحياة ميكيلانجيلو، فقد خسر دعم وحماية بلاط آل ميديشي، فاضطر إلى مغادرة فلورنسا والعودة إلى منزل والده. خلال الأشهر التالية لعودته، قام ميكيلانجيلو بنحت مجسم خشبي للمسيح المصلوب (1493)، وأرسله هدية إلى كنيسة «القديسة مريم حاملة الروح القدس»، حيث سمح له رجال الدين فيها بإجراء تشريح ودراسة بعض الجثامين الموجودة في المستشفى الخاص بها. خلال الفترة الممتدة بين عاميّ 1493 و1494، أحضر ميكيلانجيلو قطعة ضخمة من الرخام رغبةً منه في نحت تمثال عظيم للبطل الإغريقي الأسطوري هرقل، وقد أرسل هذه المنحوتة في وقت لاحق إلى فرنسا، حيث اختفت في وقت ما خلال القرن الثامن عشر. بتاريخ 20 يناير سنة 1494، وبعد سقوط كميات هائلة من الثلوج، أصدر بييرو الثاني دي ميديشي أمرًا إلى ميكيلانجيلو بنحت تمثال كبير من الثلج، فكان من نتيجة هذا الأمر أن عاد الأخير إلى بلاط آل ميديشي.
لم تدم فرحة ميكيلانجيلو طويلاً، فقد أطيح بآل ميديشي في ذلك العام على يد جيرولامو سافونارولا بدعم من الفرنسيين، فغادر ميكيلانجيلو المدينة واتجه إلى البندقية، ثم انتقل إلى بولونيا، حيث عُهد إليه بإنهاء نحت التماثيل الصغيرة الموضوعة على تابوت القديس دومينيك، الذي كُرّست له الكنيسة. كانت الأوضاع في فلورنسا قد استقرت وهدأت بحلول أواخر عام 1494، فقد تعرّضت جيوش الملك الفرنسي شارل الثامن لخسائر فادحة نتيجة مقاومة الشعب الشرسة، فأمر بسحبها. بناءً على هذا، عاد ميكيلانجيلو إلى فلورنسا على الرغم من أنه لم ينل حظوة سافونارولا، الحاكم الجديد، فعرض خدماته على من بقي من آل ميديشي. عمل ميكيلانجيلو خلال نصف عام أمضاه في فلورنسا، على نحت تمثلان صغيران: الصبي القديس يوحنا المعمدان، وكيوبيد الراقد. يُزعم أن لورنزو دي ميديشي، الذي أمر ميكيلانجيلو بنحت تمثال يوحنا المعمدان، طلب منه أن يجعله يبدو وكأنه كان مدفونًا، أي مرّ عليه حين طويل من الدهر، وذلك كي يرسله إلى روما بصفته منحوتة قديمة، ويبيعه بسعر عال. في جميع الأحوال، اكتشف الكاردينال رافائيل رياريو، الذي اشترى المنحوتة من لورنزو أنها حديثة العهد، لكنه أعجب بنوعيتها ودقتها، حتى دعا ميكيلانجيلو إلى الذهاب لروما. استجاب ميكيلانجيلو لهذا الطلب، وغادر فلورنسا إلى روما، ويُعتقد أن نجاحه في بيع عمله خارج بلاده، بالإضافة للفتور الحاصل تجاهه في فلورنسا، هو ما دفعه للرحيل.

### الذهاب لروما

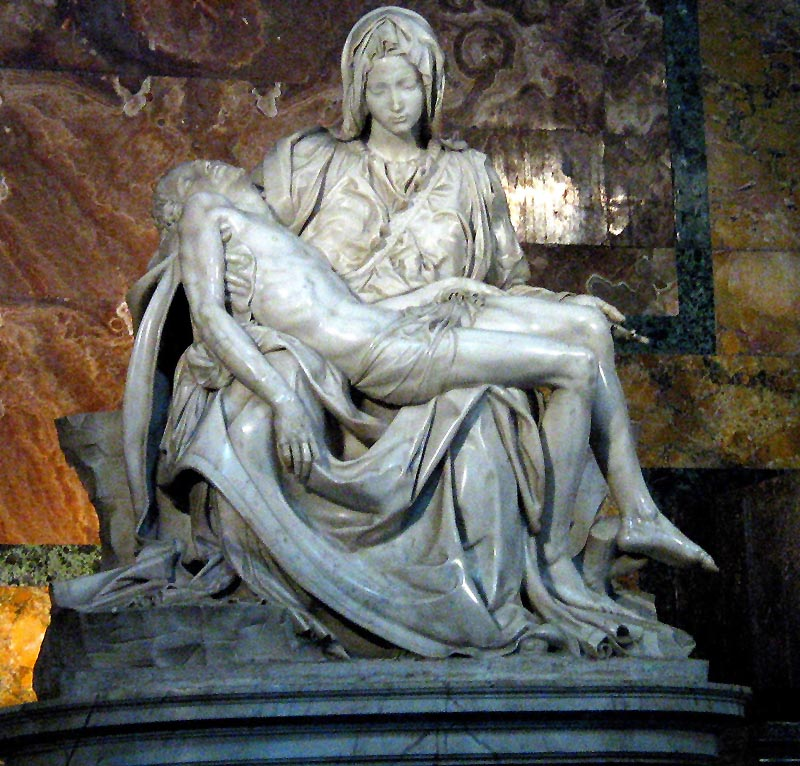
بيتتا العذراء تنتحب، يجسد العمل تصويرًا للسيد المسيح وهو في حضن أمه مريم العذراء بُعيد إنزاله عن الصليب.

وصل ميكيلانجيلو إلى روما بتاريخ 25 يونيو سنة 1496، وقد بلغ من العمر 21 عامًا. وفي 4 يوليو من نفس العام، بدأ العمل على منحوتة جديدة كلّفه بها الكاردينال رافائيل رياريو، ألا وهي منحوتة ضخمة لإله الخمر الروماني باخوس. غير أنه بعد الانتهاء منها، رفضها الكاردينال، فاشتراها أحد المصرفيين، واسمه يعقوب غالّي، ليضافها إلى تماثيله المعروضة في حديقته الخاصة.
في شهر نوفمبر من عام 1497، طلب السفير الفرنسي لدى الكرسي الرسولي، طلب من ميكيلانجيلو الشروع في نحت تمثال أصبح فيما بعد أشهر أعماله، ألا وهو تمثال بيتتا، وأبرم معه عقدًا بذلك في شهر أغسطس من العام اللاحق. عاش ميكيلانجيلو في روما على مقربة من كنيسة «سيدة لوريتو»، وتفيد بعض القصص أنه أغرم بفيتوريا كولونا خلال هذه الفترة، والأخيرة كانت مركيزة بسكارا المعروفة بحبها للشعر. يعتقد البعض أنه خلال هذه الفترة أيضًا شرع ميكيلانجيلو في العمل على منحوتة لاوكون وأبناؤه، الموضوعة اليوم في متاحف الفاتيكان.

### العودة إلى فلورنسا وتمثال داوود

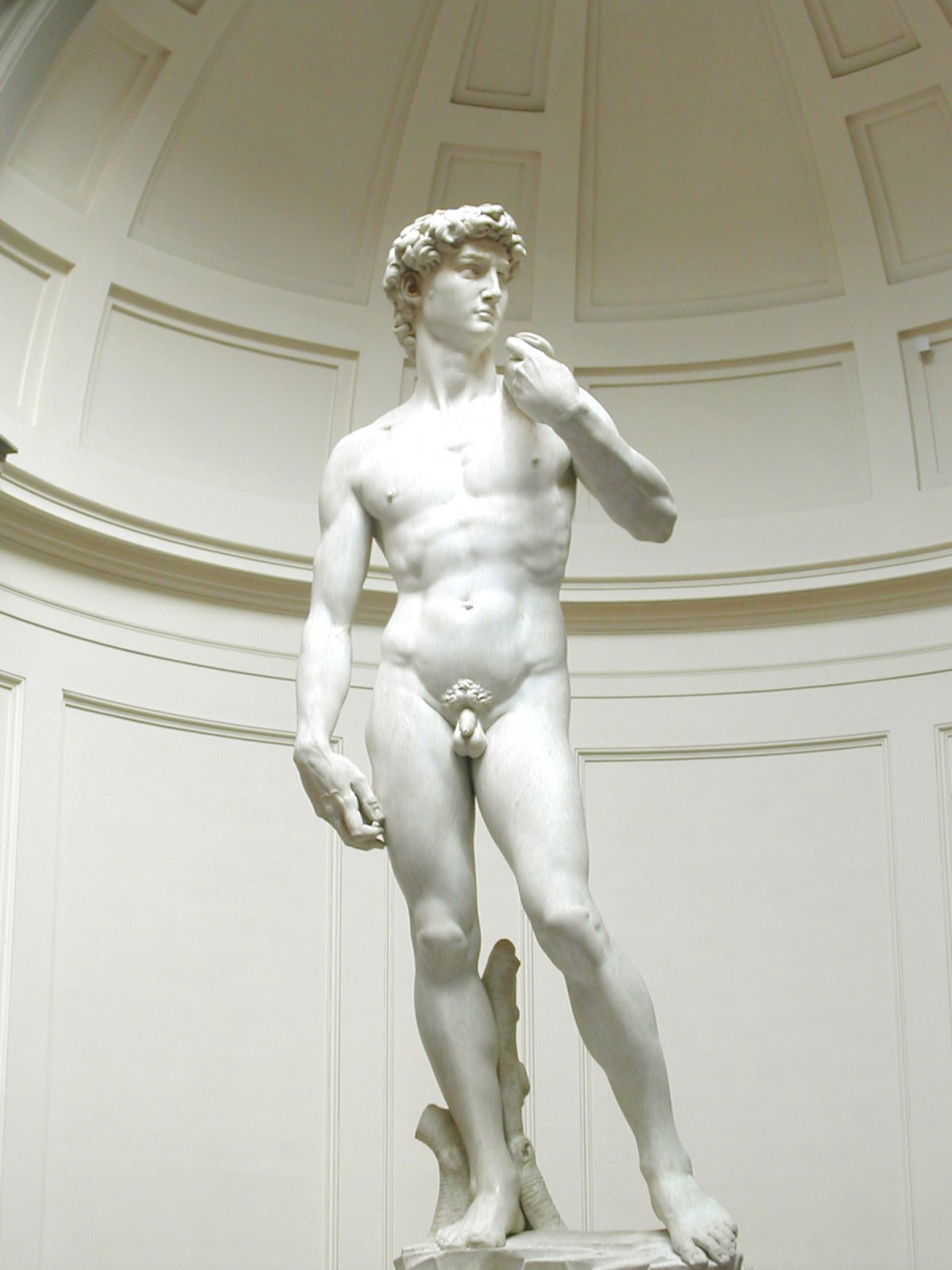
تمثال داوود، أنهاه ميكيلانجيلو عام 1504، وهو يُعتبر أحد أبرز الأعمال الفنية التي نُشرت في عصر النهضة.

عاد ميكيلانجيلو إلى فلورنسا بين عاميّ 1499 و1501، وكانت الأوضاع تتغير في تلك الجمهورية بعد سقوط الكاهن رئيس فلورنسا، والمناهض للنهضة جيرولامو سافونارولا (أعدم عام 1498)، وبزوغ نجم الحاكم الجديد بيير سوديريني. وفي تلك الفترة طلب قناصل نقابة عمّال الصوف من ميكيلانجيلو أن يقوم بإنهاء مشروع غير تام أبتدء في تنفيذه النحات المشهور أغسطينو دي دوكسيو من أربعين سنة، وهو تمثال ضخم يُمثل النبي داوود كتعبير عن حرية فلورنسا، وكان من المخطط وضعه في الساحة بالقرب من القصر العتيق. فاستجاب ميكيلانجيلو لهذا الطلب وأنهى التمثال الذي أصبح يعتبر أشهر أعماله عام 1504. تمّ نحت التمثال من قطعة رخام كبيرة مستخرجة من مقالع كرارا، وعلى الرغم من أنه كان قد تمّ العمل عليه قبل ذلك إلا أنه أكسب ميكيلانجيلو شهرته وصيته كنحات ذو مهارة حرفية عالية ومخيلة واسعة قادرة على تصوير الرمزية بأبهى الحلل.
خلال هذه الفترة أيضًا، قام ميكيلانجيلو برسم لوحة العائلة المقدسة والقديس يوحنا، المعروفة أيضًا باسم Doni Tondo، أو عائلة المنبر المقدسة، وذلك بمناسبة زواج أنجيلو دوني ومادالينا ستروزي، وقد وُضعت هذه اللوحة خلال القرن السابع عشر في قاعة «المنبر» في متحف الأوفيزي، كذلك رسم لوحة السيدة والطفل مع القديس يوحنا والملائكة، الموضوعة اليوم في المتحف الوطني بلندن، حيث تُعرف «بسيدة مانشستر».

### روما مجددًا وسقف كنيسة سيستاين

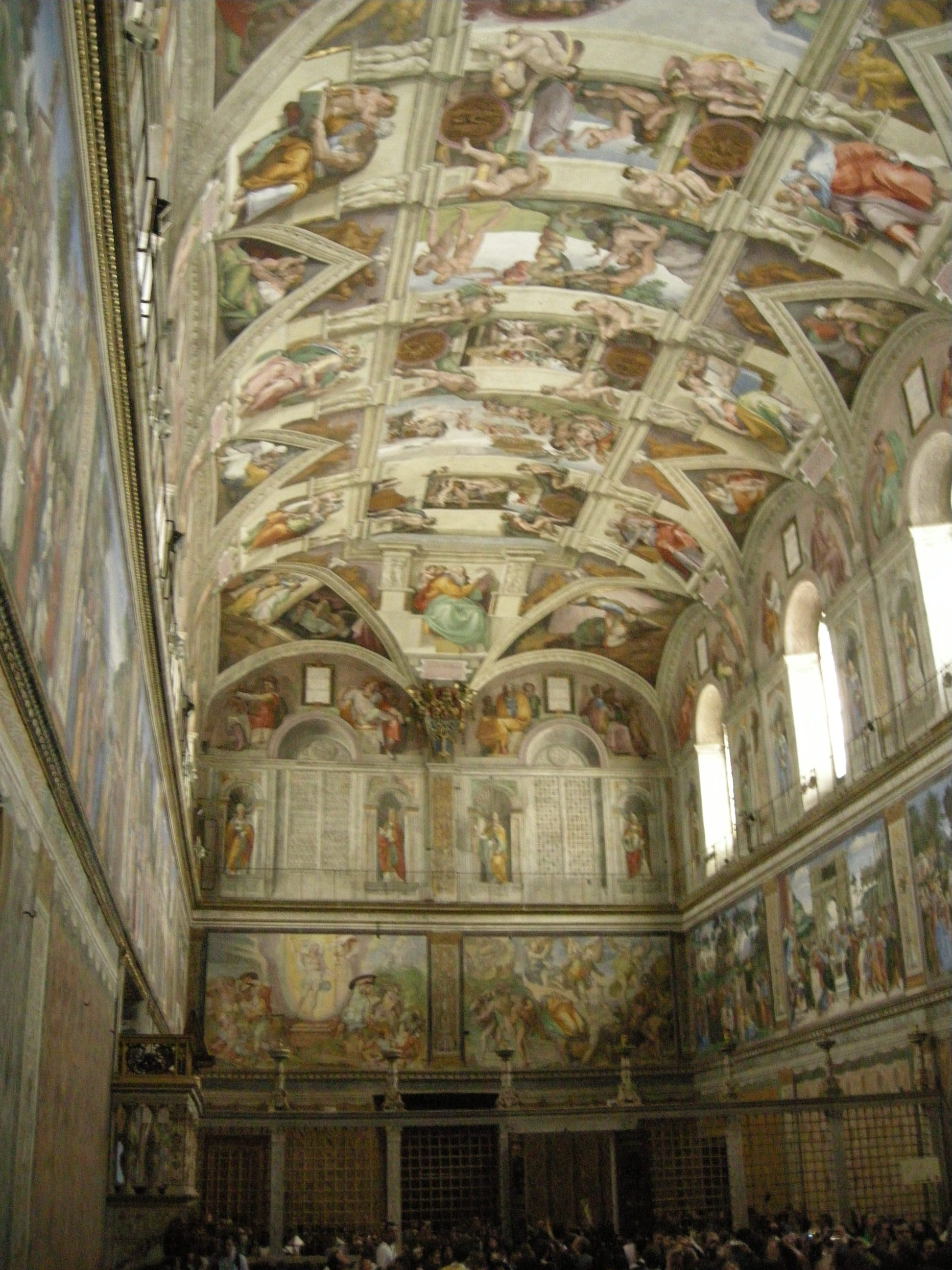
تطلب زخرفة سقف كنيسة سيستان من قبل ميكيلانجيلو قرابة الأربع سنوات (1508–1512) قبل أن ينتهي. يحوي السقف قرابة 300 صورة لعدد من القصص التي وردت في الكتاب المقدس.

في عام 1505 دعا البابا يوليوس الثاني ميكيلانجيلو ليعود إلى روما حيث حصل على إجازة لبناء ضريح البابا. اضطر ميكيلانجيلو، تحت رعاية البابا أن يتوقف عن العمل في الضريح عدد من المرات ليقوم بتنفيذ مهام أخرى من المهام العديدة التي كانت موكلة إليه، وبسبب هذه المقاطعات، فإن العمل على القبر لم ينته إلا بعد مرور 40 سنة، وحتى عند ذلك فإن ميكيلانجليو لم يعتبر أنه أنجز العمل كما كان يجب. وتجدر الإشارة إلى أن جثمان يوليوس الثاني لم يوضع بداخل الضريح كما كان مقررًا، حيث أنه توفي عام 1513 بينما انتهى العمل بالقبر عام 1545. من أبرز سمات هذا العمل الفني، وجود منحوتة للنبي موسى في وسطه، وكل من راحيل وليا على جانبيه. يقع هذا القبر اليوم في كنيسة القديس بطرس المكبّل.

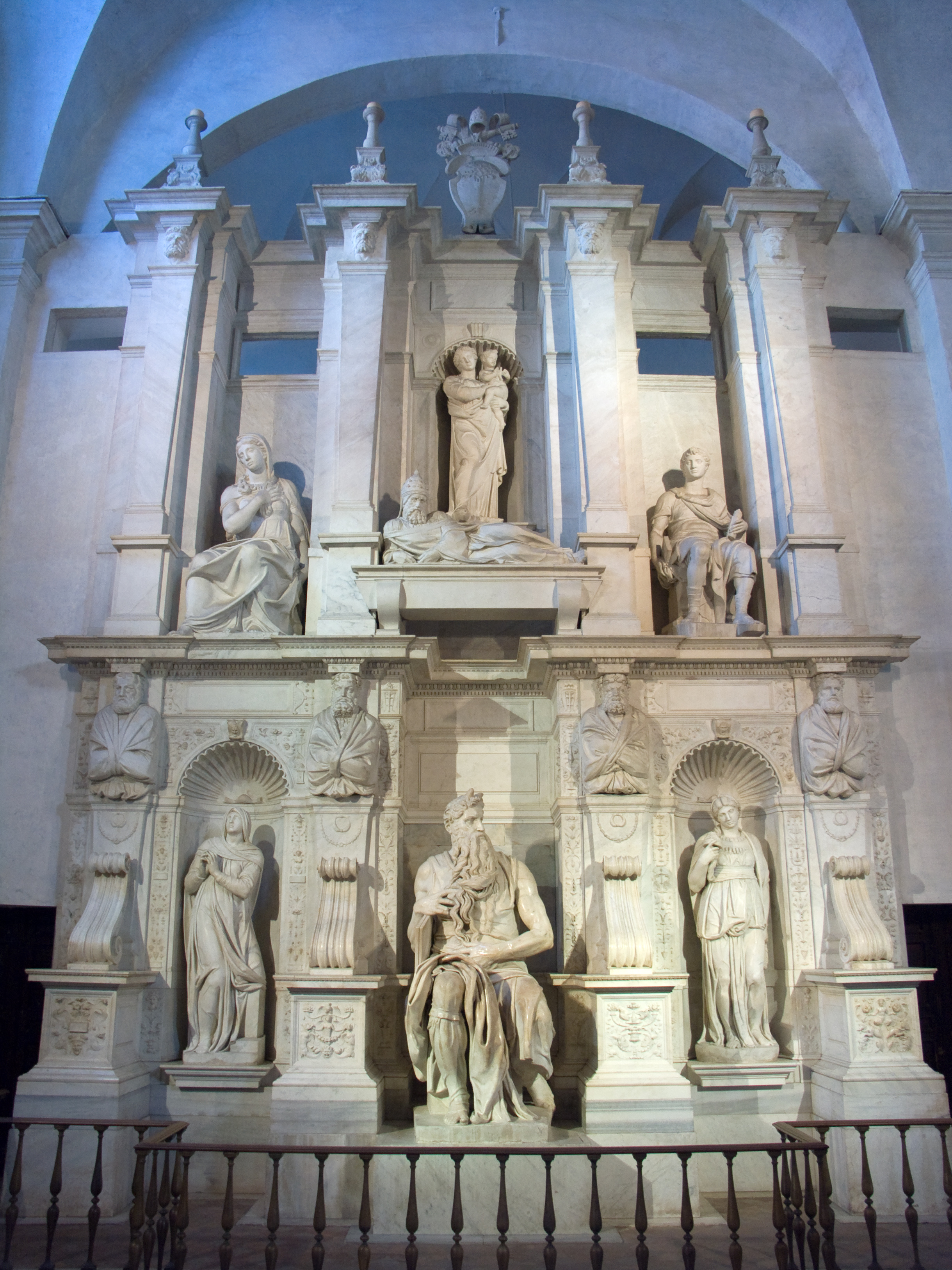
قبر البابا يوليوس الثاني. يظهر في وسطه تمثال للنبي موسى، وعلى جانبيه كل من راحيل وليا.

حصل ميكيلانجلو، خلال نفس الفترة التي كان يقوم أثنائها بالعمل على ضريح البابا يوليوس الثاني، على إجازة تخوله طلاء وزخرفة سقف كنيسة سيستان، وقد أنجز هذا العمل خلال 4 سنوات تقريبًا (1508–1512). وفقًا لما تفيد به قصة ميكيلانجلو، فإن دوناتو برامنتي ورفائيل سانزيو هما من أقنع البابا باستخدام ميكيلانجيلو في حقل إبداعي ليس مألوفًا له، وكان الهدف من وراء ذلك إحراجه وإظهار فشله في هذه النقطة أمام البابا، وذلك حتى يستمر رافائيل، منافس ميكيلانجيلو الأول، أبرز رسّامي عصره، وأول من له حظوة بينهم عند ذوي الشأن. كان من المفترض لميكيلانجيلو أن يقوم برسم تلاميذ المسيح الإثني عشر على خلفيّة سماء برّاقة، لكنه رغب بالقيام بأمر أكثر تعقيدًا، وهو رسم خلق الإنسان، هبوطه من الجنة، والخلاص الموعود عن طريق الأنبياء وأنساب المسيح. ضمّت اللوحة النهائية ما يزيد عن 300 رسم، وكانت حلقاتها التسعة المركزية مستوحاة من سفر التكوين، وتم تقسيمها إلى 3 أقسام: خلق الله للأرض؛ خلق الله لآدم وهبوطه وحواء من الجنة، وأخير حالة البشر كما يمثلها النبي نوح وعائلته.

### خلال عهد باباوات آل ميديشي في فلورنسا
توفي البابا يوليوس الثاني في عام 1513، وخلفه ليو العاشر، وهو من آل ميديشي الذين تربطهم علاقة وثيقة وقديمة بميكيلانجيلو، فطلب منه أن يشرع في ترميم واجهة كنيسة القديس لورينزو في فلورنسا، وأن يزينها بالمنحوتات. وافق ميكيلانجيلو على هذا المشروع على مضض، وأمضى السنوات الثلاثة اللاحقة وهو يرسم المخطوطات ويضع التصاميم للواجهة الجديدة، كما حاول أن يفتح مقلعًا رخاميًا جديدًا في بيتراسانتا ليستخرج منه الحجارة اللازمة لهذا المشروع خصيصًا. تُعد هذه الفترة في حياة ميكيلانجيلو الأكثر إحباطًا بالنسبة له، إذ تمّ إيقاف المشروع فجأة من قبل رعاته الذين كانوا يعانون من ضائقة ماليّة، قبل أن يُنفذ أي جزء منه، وما زالت الكنيسة تفتقد لواجهة حتى اليوم.
عاد آل ميديشي إلى ميكيلانجيلو يطلبون منه تنفيذ مشروع آخر ضخم، حتى بعد أن فشل في تنفيذ المشروع الأول سالف الذكر، وفي هذه المرة عُهد إليه بإنشاء مُصلّى جنائزي عائلي في كنيسة القديس لورينزو. انشغل ميكيلانجيلو بالعمل على تصميم المصلّى وتشييده في معظم عقد العشرينيات والثلاثينيات من القرن السادس عشر، وفي نهاية المطاف نجح في إنهاء القسم الأكبر منه.
في عام 1527، قام كارلوس الخامس، إمبراطور الإمبراطورية الرومانية المقدسة، بمهاجمة روما واحتلالها في إطار حربه مع عصبة كونياك، فتشجع أهالي فلورنسا وأطاحوا بآل ميديشي، وأعادوا المدينة إلى النظام الجمهوري الذي كانت عليه قديمًا. حوصرت فلورنسا بعد هذا طيلة ثلاث سنوات، وقد ساهم ميكيلانجيلو في تحصين المدينة وتدعيمها طيلة فترة الحصار، لكنها سقطت في سنة 1530، وأُُعيد آل ميديشي إلى سدّة العرش. وفي هذه المرحلة كان ميكيلانجيلو قد فقد أي تعاطف مع تلك الأسرة الحاكمة، وأصبح يعتبرهم حكّام طغاة قامعين للشعب، فآثر مغادرة فلورنسا إلى الأبد في أواسط عقد الثلاثينيات من القرن السادس عشر، وترك مساعديه ليكملوا تشييد المُصلّى الجنائزي.

### أعماله الأخيرة في روما

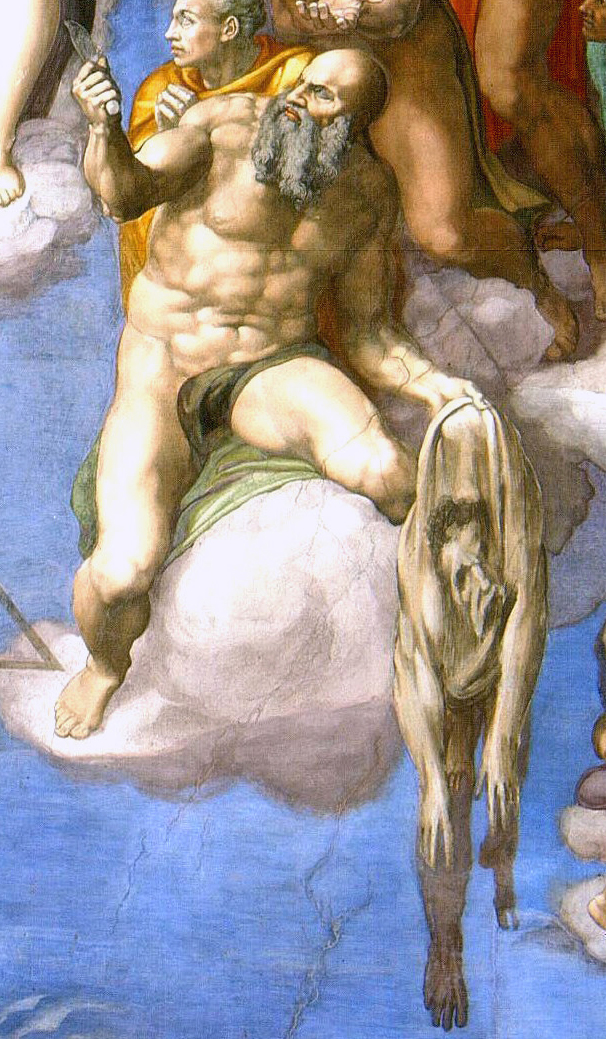
يوم القيامة: القديس برثلماوس يحمل سكينه بيد وجلده المسلوخ باليد الأخرى.

مرة أخرى تم استدعاء ميكيلانجيلو للعمل في كنيسة سيستاين سنة 1534 حيث كُلّف بمهمة زخرفة الحائط فوق المذبح (يوم القيامة 1536 - 1541). قام ميكيلانجيلو بإنجاز رسومات تتحدث عن نبوءة عودة المسيح قبل نهاية العالم ضمن مشهد صوره وهو المسيح يقوم بتوجيه ضربة للشيطان بينما يده اليسرى وبرقة تطلب الرحمة والمغفرة له، وبجانب السيد المسيح كانت مريم العذراء وهي تنظر إلى الحشود الغفيرة المنبثقة من القبور جميعهم من الكهنة والصالحين صاعدين نحو الجنة، صورهم ميكيلانجيلو عراة وبكميات ضخمة ربما ليؤكد النبوءة التي تقول بأنهم سيعودون صحيحي الجسد والروح.
ضمن الزاوية السفلية اليمنى من الحائط كانت قد صُوّرت جهنم بشكل مختلف، فلم يُصور الشيطان أو العفاريت كما هو مألوف فميكيلانجيلو اقتبس بدلا من ذلك مقتطفات من القصة الأسطورية: الكوميديا الإلهية للكاتب الإيطالي المشهور دانتي أليغييري، وبعد أن قام ميكيلانجيلو برفع الغطاء عن لوحته الجدارية هذه تعرّض لموجة ضخمة من النقد بسبب الرسوم العارية خصوصاً، فأصبحت حديثًا على كل لسان ولهذا السبب ربما أصبحت هذه اللوحة أحد أشهر أعمال ميكيلانجيلو خلال القرن السادس عشر.

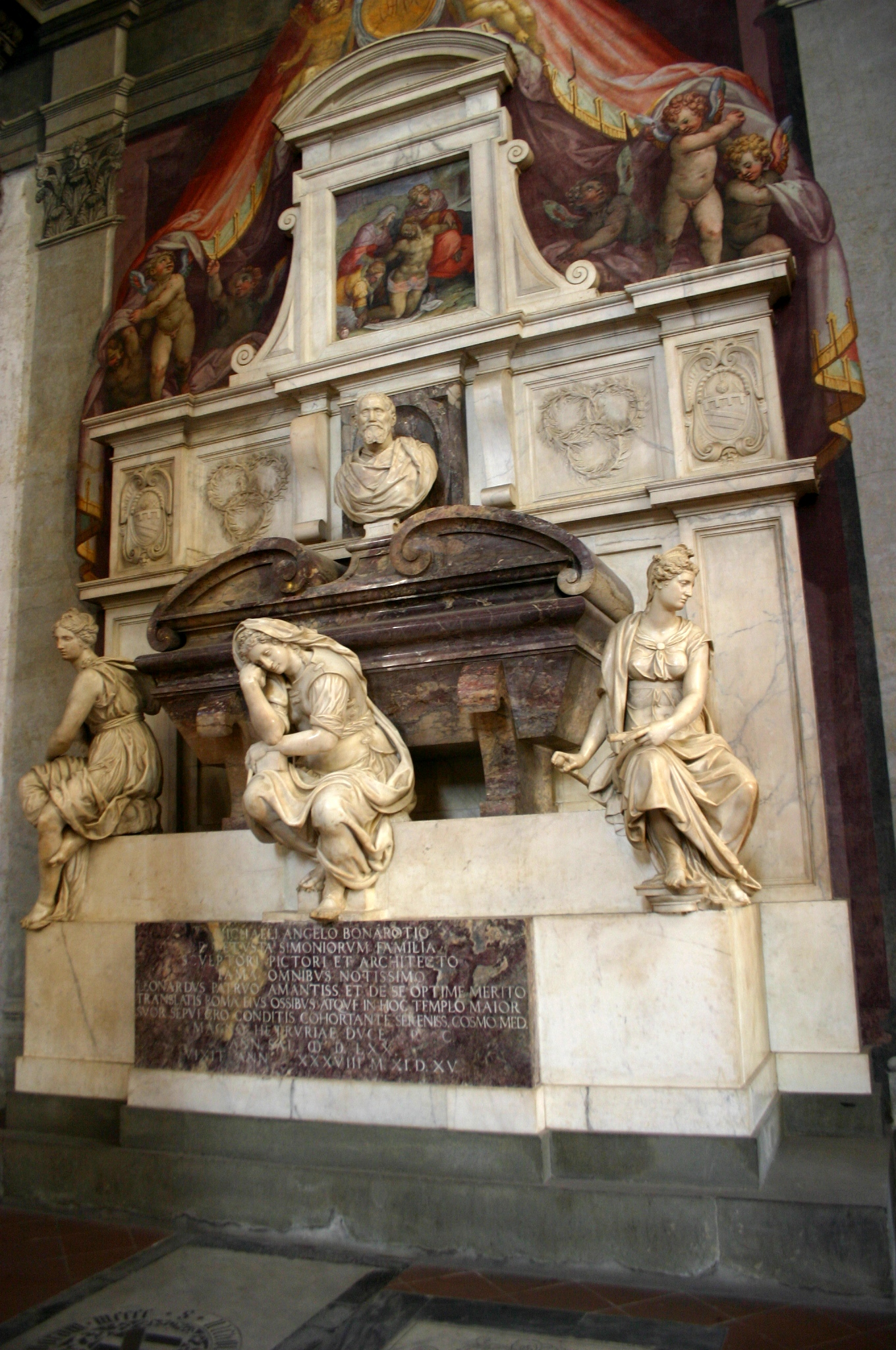
ضريح ميكيلانجيلو في كنيسة الصليب الأقدس.

استغرق العمل على اللوحة ست سنوات كاملة، وكانت هذه اللوحة تعبيرا عن المجيء الثاني للمسيح ونهاية العالم. نظم كاردينال كارافا حملة ضد ميكيلانجيلو بسبب الصور العارية في تلك اللوحة الضخمة وعُرفت الحملة «بحملة ورقة التين»، وتم اتهام ميكيلانجيلو بإهانة الكنيسة، وفي مفاجئة مذهلة قرر البابا إبقاء الصور كما هي وقال عبارته المشهورة: «محكمة الفاتيكان لا صلاحيات لها في منطقة الجحيم».
في عام 1546، عُيّن ميكيلانجيلو المهندس المعماري الرئيسي المشرف على تشييد كاتدرائية القديس بطرس في الفاتيكان، فقام بتصميم قبتها، وشرع في العمل على بنائها بأسرع ما يمكن، إذ شعر آنذاك بدنو أجله، وخاف أن يموت قبل إتمام العمل. تمكن ميكيلانجيلو من تشييد القسم الأدنى من القبة والحلقة الداعمة، قبل أن توافيه المنية وهو في أواخر عامه الثامن والثمانين، فنُقل جثمانه من روما إلى كنيسة الصليب الأقدس في فلورنسا حيث دُفن بناءً على وصيته.

### المخطوطة الأخيرة
اكتشفت المخطوطة الأخيرة لميكيلانجيلو الخاصة بقبة كاتدرائية القديس بطرس، والمرسومة بالطبشور الأحمر، اكتشفت في أرشيف الفاتيكان بتاريخ 7 ديسمبر سنة 2007. تُعدّ هذه المخطوطة إحدى أندر المخطوطات في العالم على الإطلاق، وذلك لأن ميكيلانجيلو قام بحرق كل الرسومات والمخطوطات التي وضعها خلال حياته في السنوات الأخيرة من عمره، ويظهر فيها مخطط جزئي لشعاع أحد أعمدة قبة الكاتدرائية.

### الأعمال المُختلف على نسبها إليه
ينسب بعض المؤرخين والخبراء عدد من الأعمال الفنية إلى ميكيلانجيلو على الرغم من أن هذا ليس مؤكدًا، ومن تلك الأعمال المنسوبة إليه: منحوتة «باليسترينا بييتا»، لوحة سيدة مانشستر، ولوحة عذاب القديس أنطونيوس، المملوكة من قبل متحف كيمبل للفنون بالولايات المتحدة، بالإضافة لمنحوتة لكيوبيد «أعيد اكتشافها» في السفارة الفرنسية بنيويورك سنة 1996.

## ميكيلانجيلو الإنسان
كان ميكيلانجيلو إنسانًا يتعامل بطريقة متعجرفة مع الآخرين، وكان غير راضيًا عن منجزاته الشخصية. وكان يعتبر مصدر الفن أحاسيس داخلية متأثرة بالبيئة التي يعيش فيها الفنان، على النقيض من أفكار ليوناردو دا فينشي، فقد رأى ميكيلانجيلو الطبيعة عدوًا للفن ويجب القضاء عليه، لذلك يُلاحظ أن منحوتاته تظهر على هيئة شخصيات قوية ديناميكية منعزلة تماما من البيئة المحيطة الشخصية الرئيسية. كانت فلسفة ميكيلانجيلو الإبداعية تكمن في تحرير الشخصية المحبوسة في رخام التمثال، وكان هو نفسه مقتنعًا أن لكل صخرة تمثالاً مسكونًا بداخلها وإن وظيفة النحات هو اكتشاف التمثال في ثنايا الصخر.

### حياته الشخصية

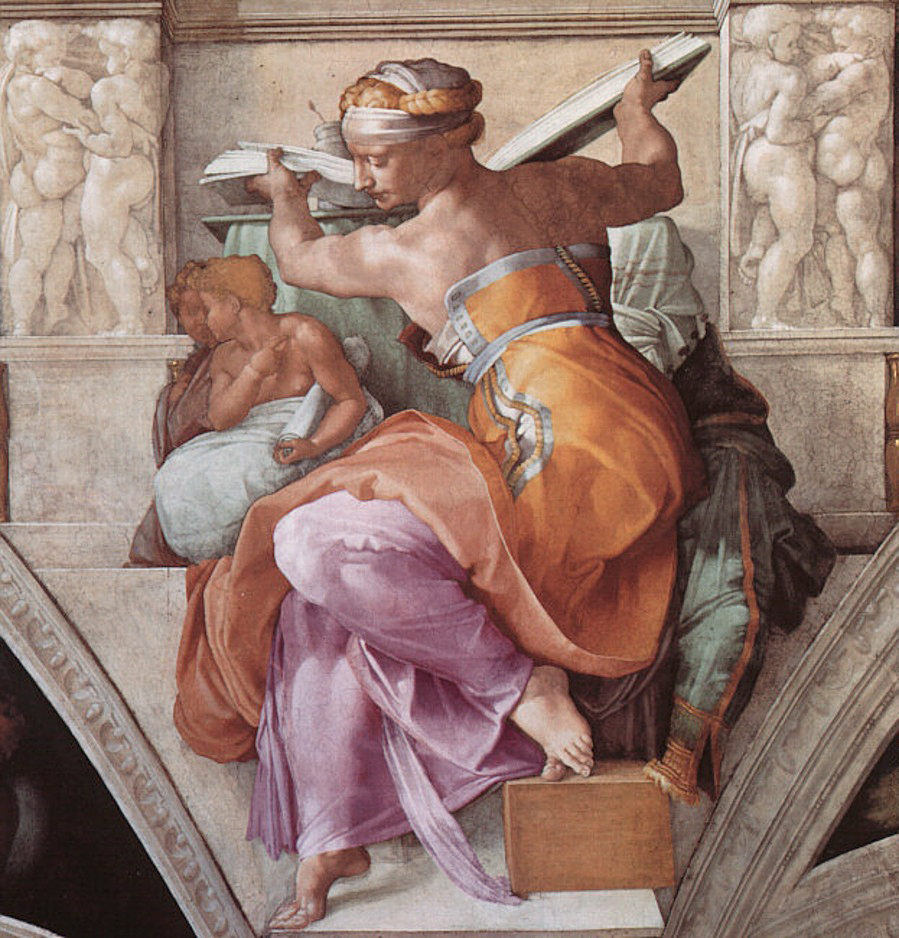
النبيّة الليبية، كنيسة سيستاين.

كان ميكيلانجيلو شخصًا متواضعًا غير مسرف في حياته الشخصية، فقد قال لتلميذه «أسكانيو كونديفي» في إحدى المرّات: «مهما بلغ ثرائي من حد، فإني لطالما عشت، وسأعيش كالفقير». وقد قال كونديفي عن معلمه أنه كان لا يُبالي بالطعام أو الشراب، وإنه كان يأكل «بدافع الحاجة للغذاء عوض الشعور باللذة»، وغالبًا ما كان ينام بملابسه وحذائه حتى. يُحتمل أن تكون هذه العادات قد جعلت من ميكيلانجيلو شخصًا يتجنبه الناس. يقول مؤرخ سيرته «باولو جيوفيو» أنه كان غريب الأطوار وسلوكه غير مألوف، وأن عاداته في المأكل والملبس تبعث على الاشمئزاز. يُحتمل أن ميكيلانجيلو نفسه لم يُبال بما قاله الناس عنه، بما أنه كان شخصًا متوحدًا سوداويًا عُرف عنه تجنبه الاختلاط مع الأشخاص.

### جنسانيته
يعتقد الناقدون أن تركيز ميكيلانجيلو على جمال الجسد الذكري كانت ضمن موجة عابرة في تلك المرحلة عندما كان إبراز الخصائص العضلية الذكرية إحدى رموز الرجولة في عصر النهضة ولكن البعض يعتقد أن الرسوم والمنحوتات قد يكون تعبيرًا عن حب أفلاطوني مكبوت.
يعتقد بعض النقاد أن الأعمال النحتية لميكيلانجيلو كانت ذات طابع مزيج بين الإفلاطونية المحدثة ونزعة مشتهى المثيل، الذكري ويستند الباحثون على نصوص شعرية كُتبت من قبل ميكيلانجيلو لرثاء الشاب ذو ستة عشر ربيعًا «جيجينو ديبراسي»، الذي توفي في عام 1543 بعد عام واحد من لقاءهما، حيث كتب ميكيلانجيلو 48 قصيدة في رثاء ذلك الشاب والذي يقول في أحدها:
| الإيطالية | العربية | الإنجليزية |
| La carne terra, e qui l'ossa mia، prive de' lor begli occhi, e del leggiadro aspetto fan fede a quel ch'i' fu grazia nel letto che abbracciava, e' n che l'anima vive | جسدك هو الأرض وهنا عظامي بعدك محروم أنا من العيون الوسيمة والأثير المتبختر لا تزال بهجتي في سريري مخلصة له للذي عانقته وللذي يسكن الآن فيه روحي | The flesh now earth, and here my bones Bereft of handsome eyes, and jaunty air Still loyal are to him I joyed in bed Whom I embraced، in whom my soul now lives |
| | | |

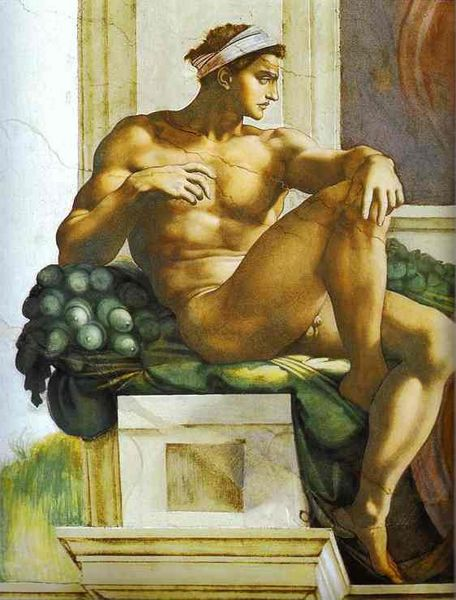
Ignudo، كنيسة سيستاين.

يعتقد البعض أن قصيدة كهذه لا علاقة لها باشتهاء المثيل وإنما هو تعبير فلسفي عن حب أفلاطوني، والقصيدة ذات الطابع الجنسي في عصر النهضة كانت على الأغلب تعبير عن الأحاسيس الشائعة في عصر النهضة نحو تمجيد الصفات الذكورية. هناك العديد من الروايات عن استغلال ميكيلانجيلو من قبل شباب الشارع ومنهم «فيبو دي» والذي وفي عام 1532 طلب مبلغًا من المال من الأخير لأنه كان السبب في إلهامه لأحد أعماله الفنية، وقبل ذلك قام شاب آخر واسمه «غيراردو بارنييه» بسرقة ميكيلانجيلو، وهناك حكاية موثقة عن صديق له يُدعى «نيكولو كاراتيسي» والذي حاول أن يقنع ميكيلانجيلو بأن يقبل بتدريب ابنه حيث قال: «إني أعدك بأن ابني سيكون جيدًا حتى في الفراش» ولكن ميكيلانجيلو رفض الطلب بسخط وقرر عدم قبول ابن صديقه نيكولو كاراتيسي كمتدرب تحت رعايته.
أعظم ماكتبه ميكيلانجيلو عن الحب كان تعبير موجه لشخص اسمه «توماسو كافالييري» (1509 - 1587) وكان عمر توماسو آنذاك 23 عامًا بينما كان عمر آنجلو 57 سنة، حيث كتب:
«أقسم لك أن أحبك كما أحببتني، أبدًا لم أشعر بالحب تجاه رجل سواك وأقسم بأني لم أطمح بصداقة أي رجل آخر سواك، تذكر يا كافالييري أن تكرس حبك لميكيلانجيلو إلى يوم وفاته».
يرى النقاد في العصر الحديث أن 300 من قصائد ميكيلانجيلو في هذا المضمار هي مجرد تعبير عن محبة مثاليه وذهب البعض إلى طرح فكرة أن آنجلو كان يفكر بتبني ابن ولكن الشيء المثير للجدل حاليا أن تلك القصائد كانت مثيرة للجدل في حينها أيضًا حيث قام ابن أخ ميكيلانجيلو بنشر طبعة من أشعار عمّه مع تغيير الضمائر من مذكر إلى مؤنث.
في عام 1893 قام الناشط المثلي البريطاني جون إيدنغتون سيمون بتغيير الضمائر في قصائده من المؤنث إلى المذكر مرة أخرى وتم اعتبارها أول سلسلة كبيرة من القصائد في أي لغة موجهة من رجل إلى آخر.

## ميكيلانجيلو المعماري
بالرغم من أن مشروع قبر يوليوس الثاني كان يتطلب خطة معمارية إلا أن نشاط ميكيلانجيلو في العمارة بدأ بشكل جدي عبر مشروع لواجهة كنيسة القديس لورينزو في فلورنسا. من المحتمل أن ميكيلانجيلو لم يتلقى تدريباً على الفنون المعمارية لكن خلال عصر النهضة لم يكن قيام رسام وفنان بعمل المعماري يُعتبر شيئاً غريباً.
تصور ميكيلانجيلو الأولي كان على شكل بناء من طبقتين رخاميتين تدعمان ما يقارب من 40 منحوتة وتمثال. بحلول سنة 1520 تم تقليص ميزانية العمل على الواجهة إلا أن ميكيلانجيلو استمر بالعمل على مشاريع متعددة متعلقة بذات الكنيسة، حيث عمل على مشروع:

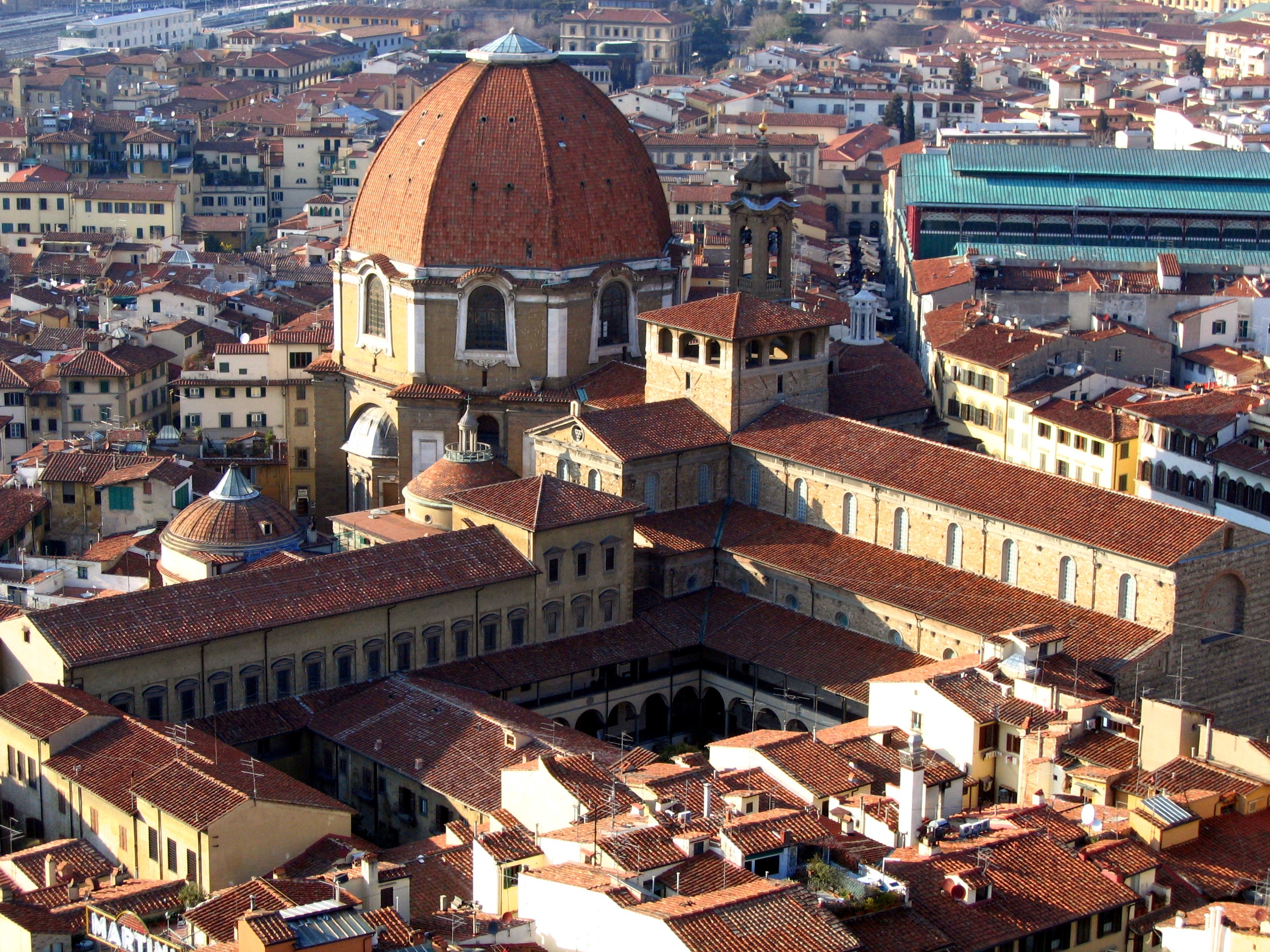
المكتبة الأنيقة.

- غرفة المقدسات (1519 – 1534): في سنة 1519 كلفه آل ميديشي ببناء مصلى جنائزي ثانٍ في كنيسة سان لورينزو بفلورنسا، ما سُمي "Sagrestia Nuova"، وقد صُممت لاستيعاب قبور القادة جوليانو دوق نامور ولورينزو دوق أوربينو المتوفين حديثاً، إضافة ً إلى العظماء لورينزو وجوليانو دي ميديشي.

وكالعديد من مشاريع ميكيلانجيلو فقد مرت تصاميمه خلال عمليات تحوير كثيرة قبل تنفيذها، حيث انتهت إلى جدارين تابعين لقبرين مقابل بعضهم البعض ضمن غرفة ضخمة مقببة. وقد تصور ميكيلانجيلو القبرين الأولين كممثلين لمتناقضين متكاملين، حيث مثل جوليانو الشخصية الفعالة المرنة أما لورينزو فمثله كمتصوف متأمل، وقد وضع أجساد عارية مثلت النهار والليل أسفل جوليانو، أما لورينزو فقد وضع له أجساد عارية تمثل الفجر والغسق.

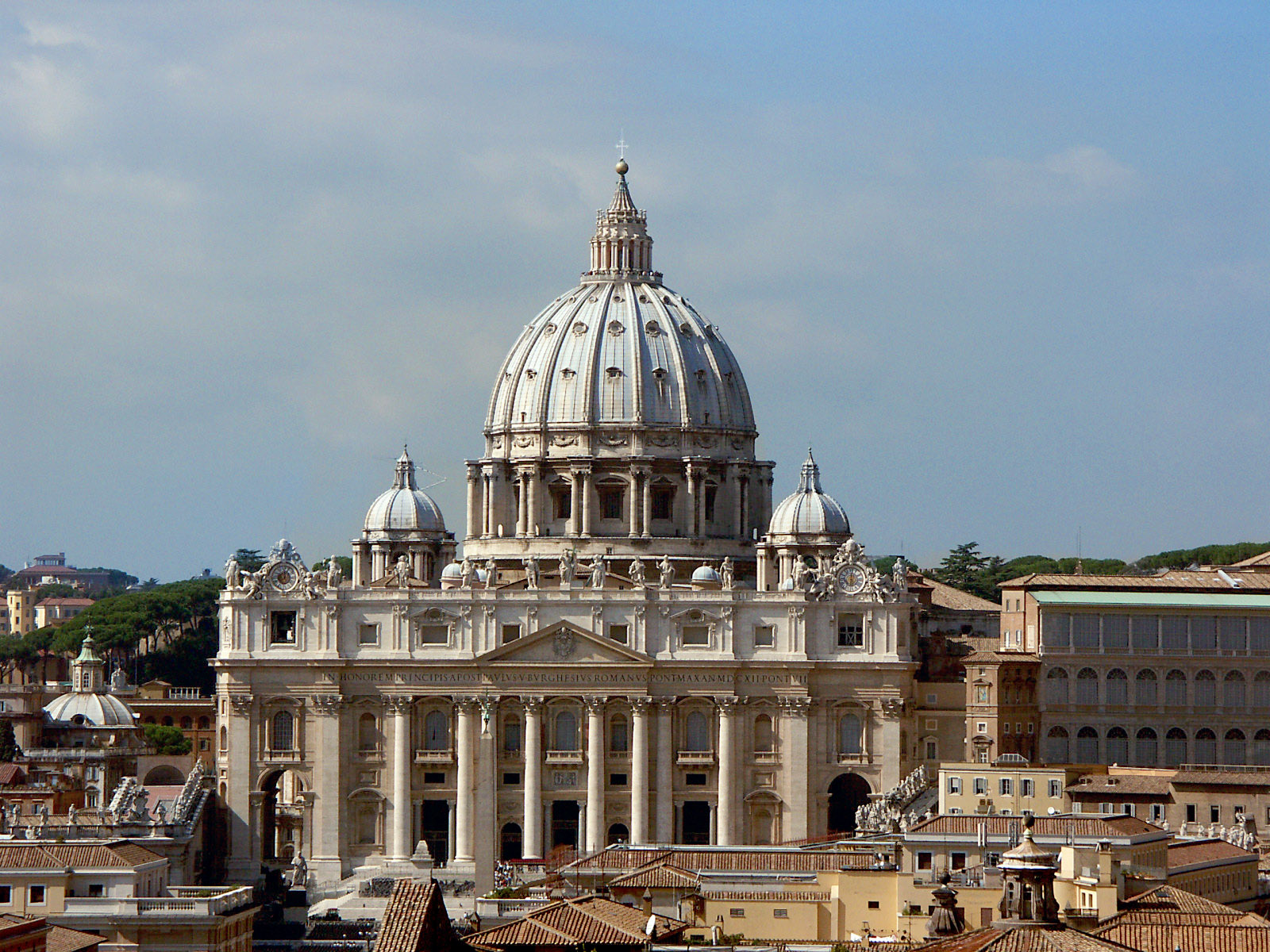
كاتدرائية القديس بطرس.

- مشروع المكتبة الأنيقة (1524 - 1534) المتعلق بكنيسة القديس لورينزو فكانت التي جاورت الكنيسة، ومن خلالها برهن ميكيلانجيلو على قدراته المعمارية حيث قام بدءاً من خلال هذا العمل وما تلاه من أعمال معمارية بخلق منهج خاص به حيث دمج نمط الأعمدة المتجاورة مع الأقواس والكوات والمثلثات وقام بحرفها وتنصيبها لتعطي شعوراً موجيا متدفقا. من خلال مدخل المكتبة يستطيع المرء أن يرى وبوضح كيف تمّ استخدام الأعمدة لتصبح جزءاً من الجدار وليس شيئاً منفصل عنه، ومن خلال الدرجات والسلالم تظهر لمسات ميكيلانجيلو بجعله الدرج محنياً ومكوراً بشكل يعطي إحساس بأن الدرجات تفيض للأسفل وبشكل عرضاني وليس للأعلى، وإضافته للدرجات المستقيمة على الجانبين تجعل الناظر يشعر بانجذاب بصري نحو الصعود على هذه الدرجات.[69][70]

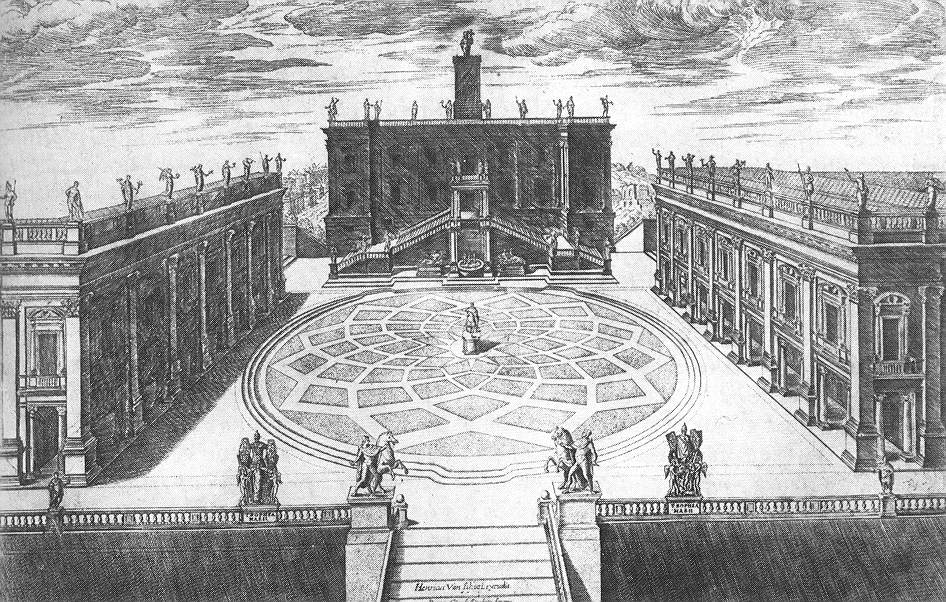
ساحة كامبيدوجليو البرلمان.

- كاتدرائية القديس بطرس التي تم تكليف ميكيلانجيلو بإكمال التصاميم المتعلقة بها، كان البابا يوليوس الثاني في البدء قد كلف بهذا العمل منافس ميكيلانجيلو في ذلك الوقت دوناتو برامانتي وذلك في سنة 1506، حيث صور برامانتي الكنيسة على شكل الصليب الإغريقي المتساوي الأطراف مغطاة بقبة ضخمة، وعند بوفاة برامانتي سنة 1514 كانت الدعائم فقط قد أنجزت، بعد ذلك توالى عدد من المعماريين على بناء هذه الكاتدرائية وفي النهاية وصلت إلى ميكيلانجيلو الذي عاد إلى تصاميم برامانتي فقام بتعديل التصاميم فضغط حجم الكنيسة وحرر الدعائم موحداً المنظر الخارجي مع أعمدة ضخمة ناتئة ذات رؤوس مستدقة اختتمها بواجهة مثلثيه، وحول قاعدة القبة مدد الأعمدة الناتئة بأعمدة مستديرة بالكامل متصلة بالقاعدة، وبالنتيجة كان ميكيلانجيلو قد حل على بناء يعطي مظهراً معقداً يوحي بالقوة والمرونة بذات الوقت.[71]
- ساحة كامبيدوجليو البرلمان، بدأ العمل على تصاميم هذا العمل خلال سنة 1539 ولكن أكملت فيما بعد على يد آخرين. بدأ ميكيلانجيلو بإعادة التصميم لهذه الساحة بدءا من قاعدة التمثال الروماني البرونزي «الإمبراطور ماركوس» وهو على ظهر حصانه، وإنشاء واجهات جديدة متطابقة للأبنية المتقابلة ونهاية سلالم عريضة تسهل عملية الوصول للساحة. القاعدة البيضاوية التي قام بتصميمها للنصب التذكاري أصبحت مركز الساحة التي نقشت نقوش بيضاوية متداخلة على شكل تموجات ومشكلة خطوط متقاطعة مما يسبب خداع بصري للقادم عبر الدرجات فيشعر بدوار بسبب التداخل البصري. استطاع ميكيلانجيلو إضفاء الحيوية والديناميكية ببراعة على هذه الساحة مما أعاد الأهمية إليها وجعلها تستعيد هيبتها السياسية والمدنية لتصبح قلب روما من جديد.[71]

في عام 1527 تشجع مواطنوا فلورنسا على القيام بانقلاب لإستعادة النظام الجمهوري وتم محاصرة مدينة فلورنسا، التي كان ميكيلانجيلو متواجدا فيها، من قبل الحكام القمعيين لعائلة ميديشي المعارضين للنظام الجمهوري، وهنا وجد ميكيلانجيلو نفسه بين نارين، فمن ناحية كان هو فنان البلاط الرئيسي للحكام القمعيين لآل ميديشي ومن ناحية أخرى كان متعاطفا مع البسطاء من أبناء بلدته ولكنه وفي النهاية وقف في صف البسطاء وساعد على تحصين المدينة وحتى بعد سقوطها قرر الرحيل وعدم التعاون مجددا مع عائلة ميديشي الحاكمة.

## بعض أعمال ميكيلانجيلو

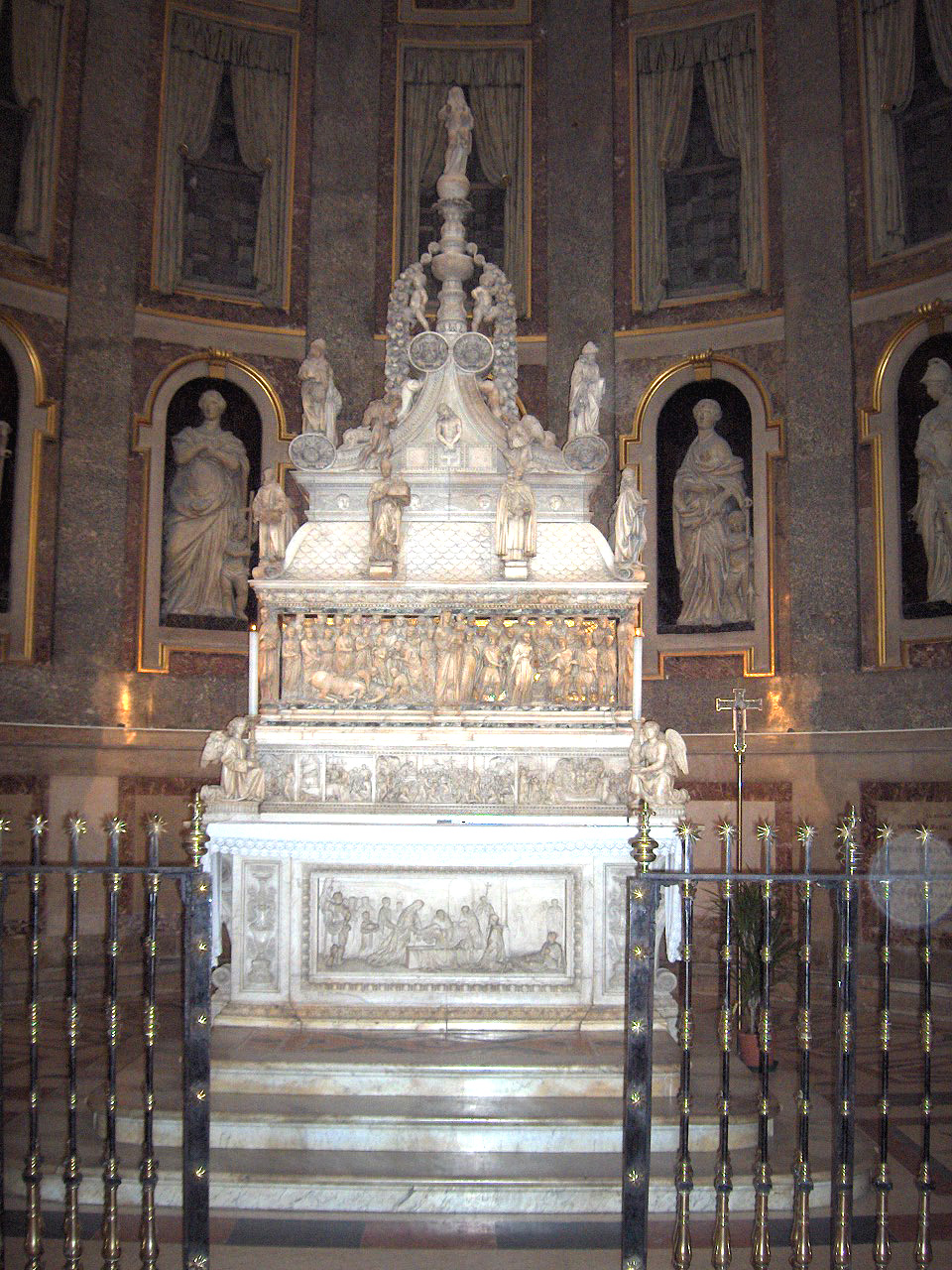
قبة القديس دومينيك (1429)
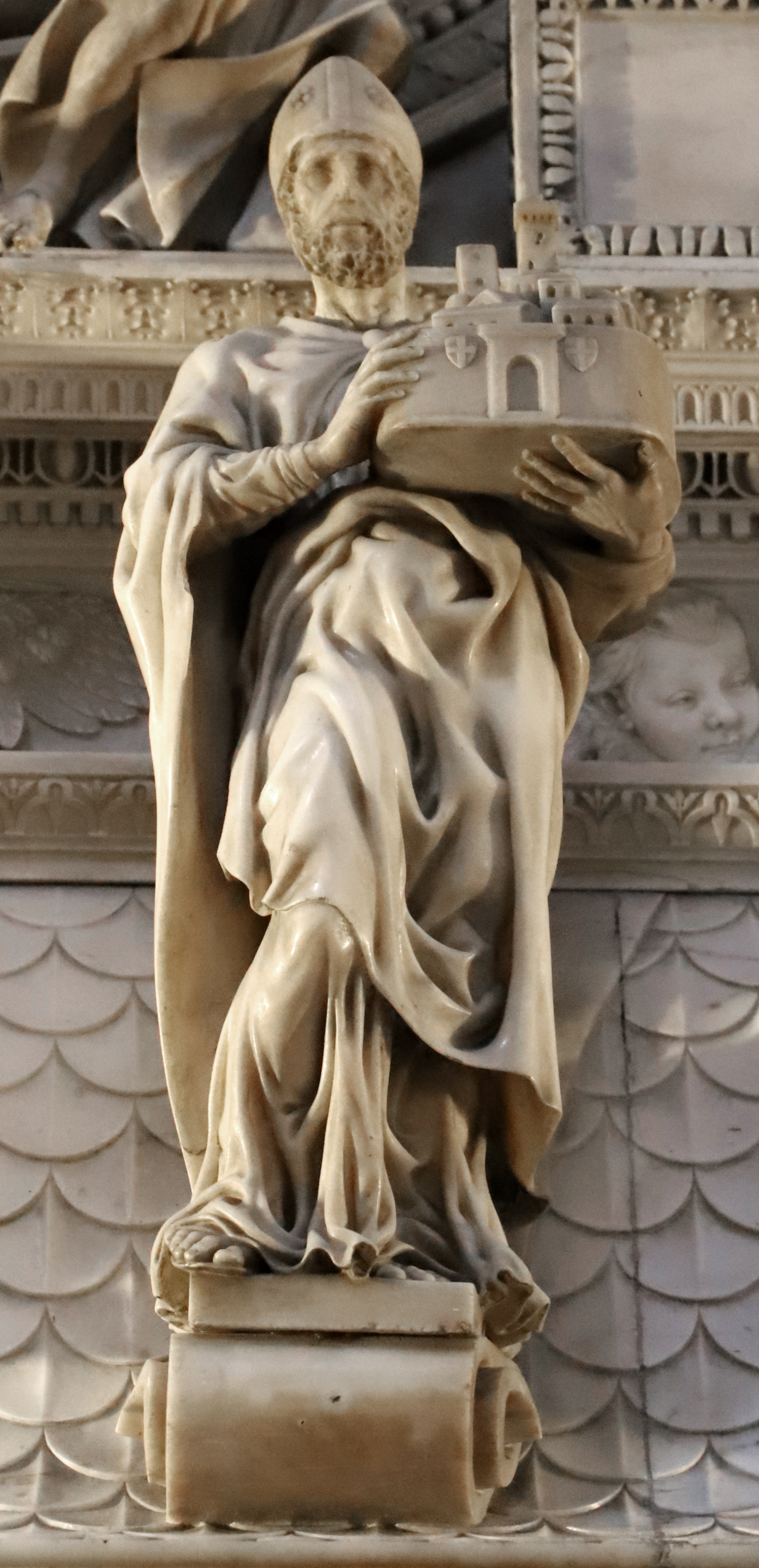
القديس بطرس من قبة القديس دومينيك (1501 - 1504)
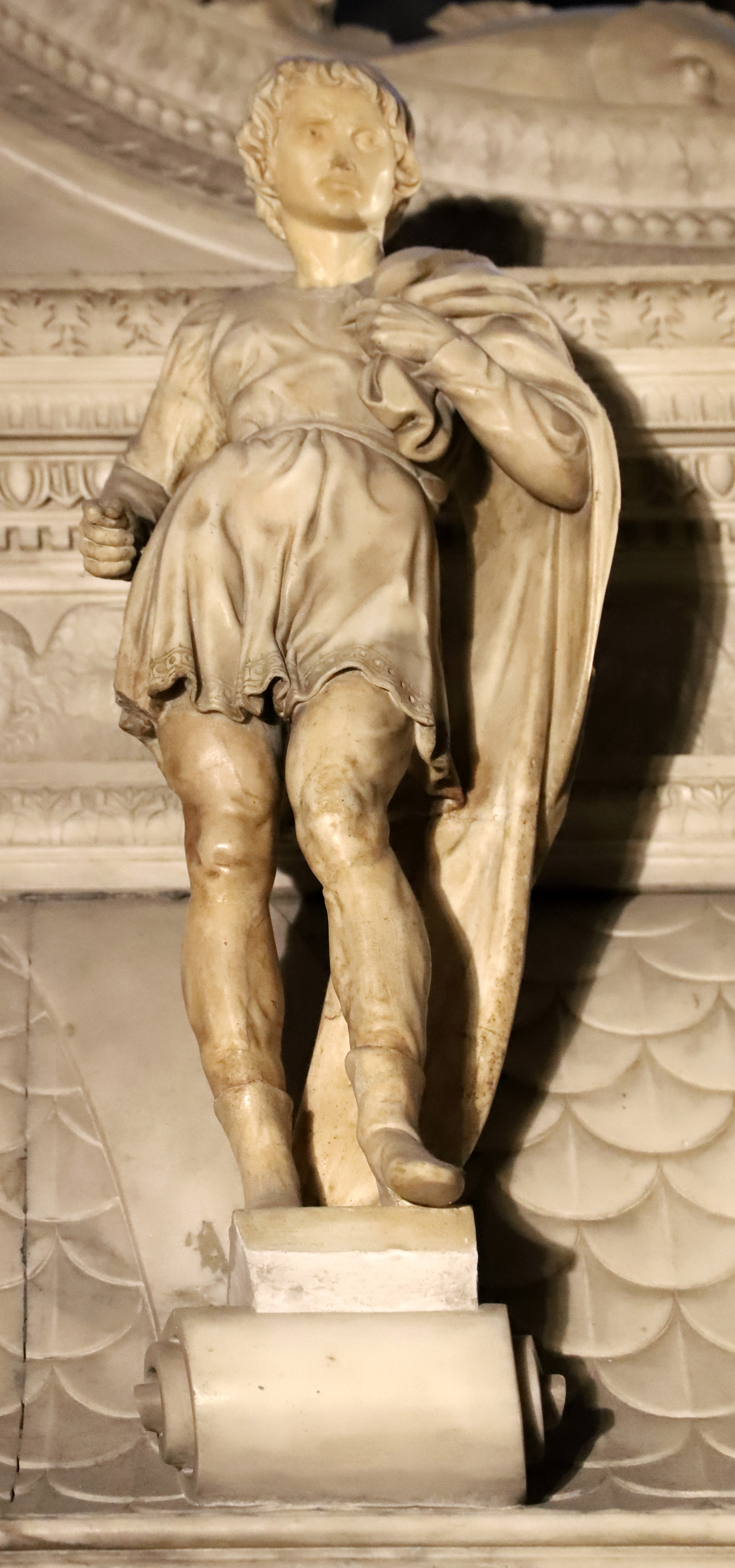
القديس بروكلوس من قبة القديس دومينيك (1494 - 1495)
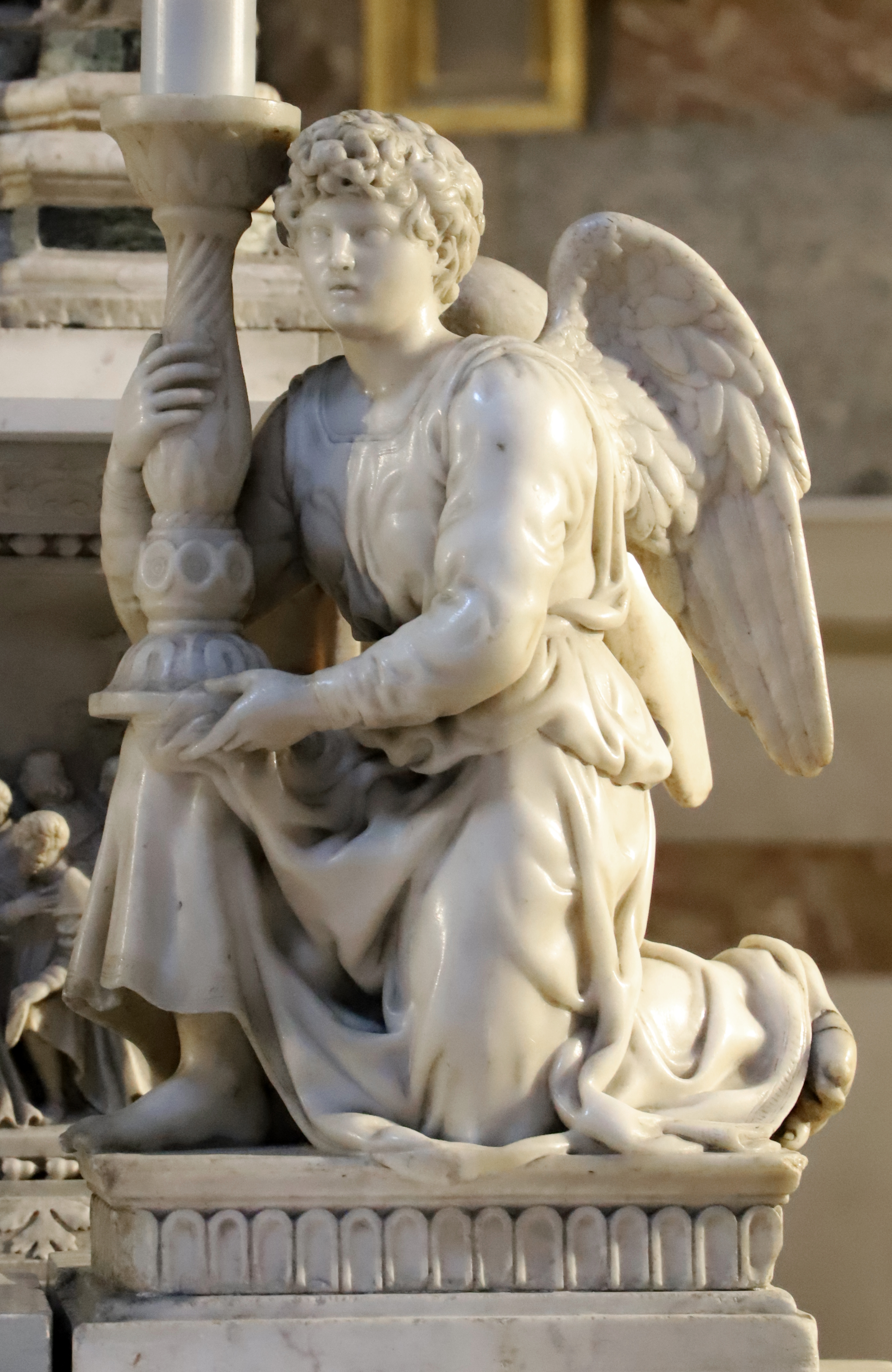
ملاك من قبة القديس دومينيك (1494–1495)
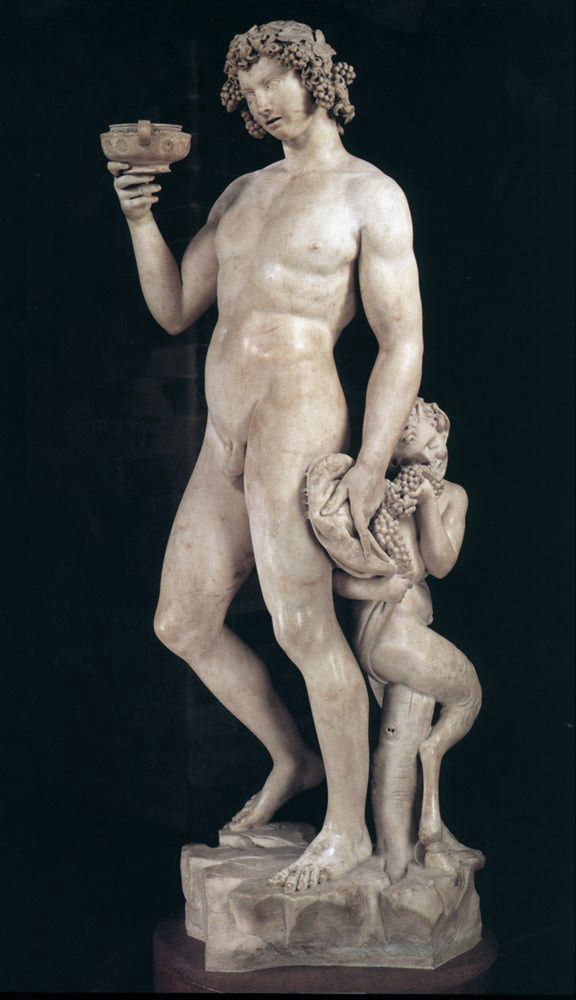
باخوس (1494 - 1495)
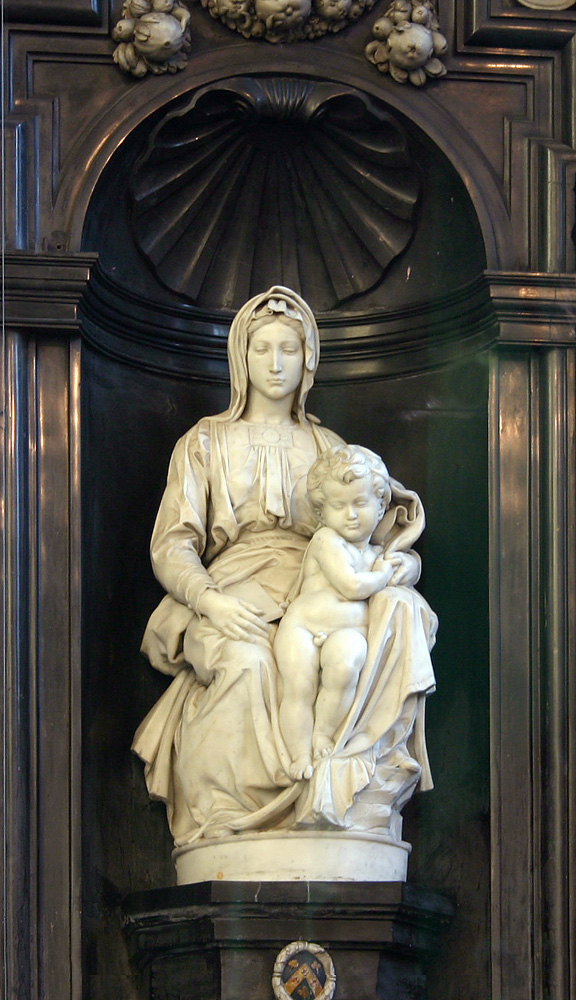
سيدة وطفلها (1501–1504)
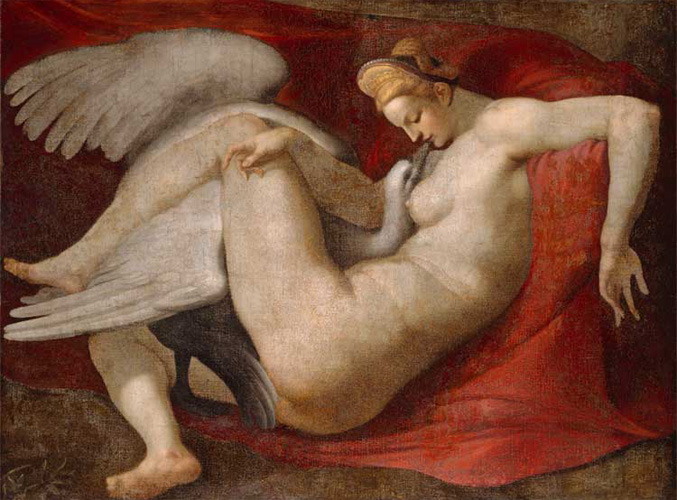
إليذا والتم، نسخة من القرن السادس عشر بعد أن ضاعت اللوحة الأصلية لميكيلانجيلو
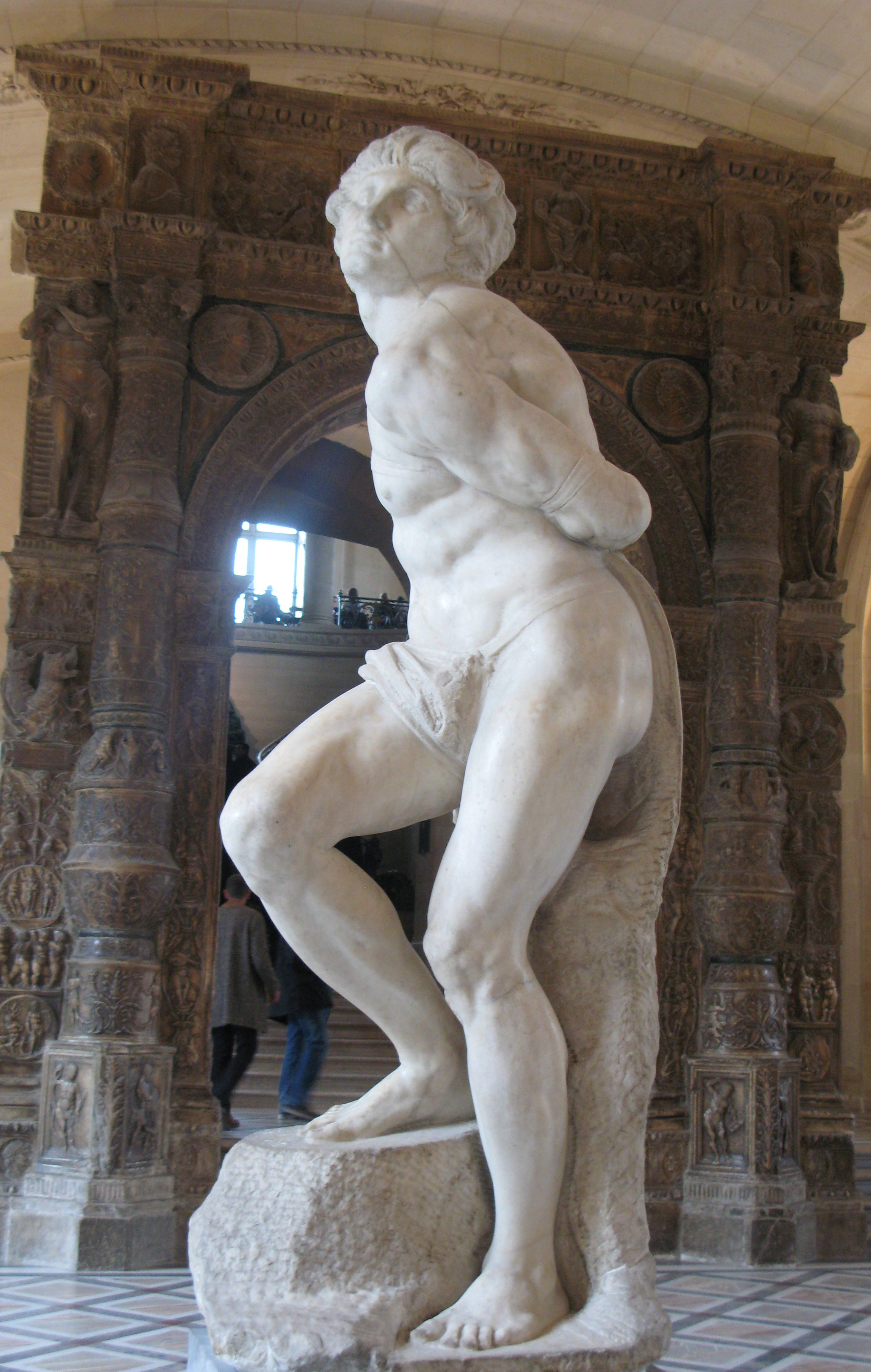
العبد الثائر (1513–1516)
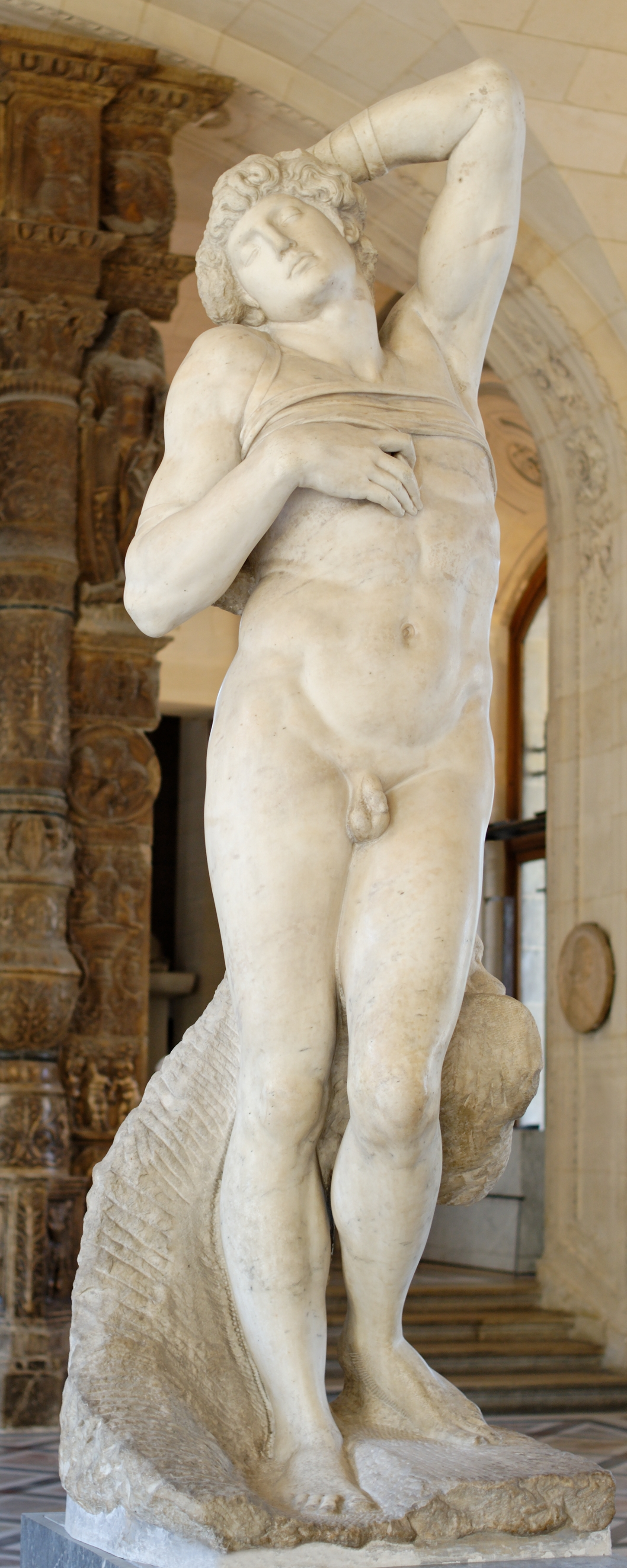
العبد المحتضر (1513–1516)
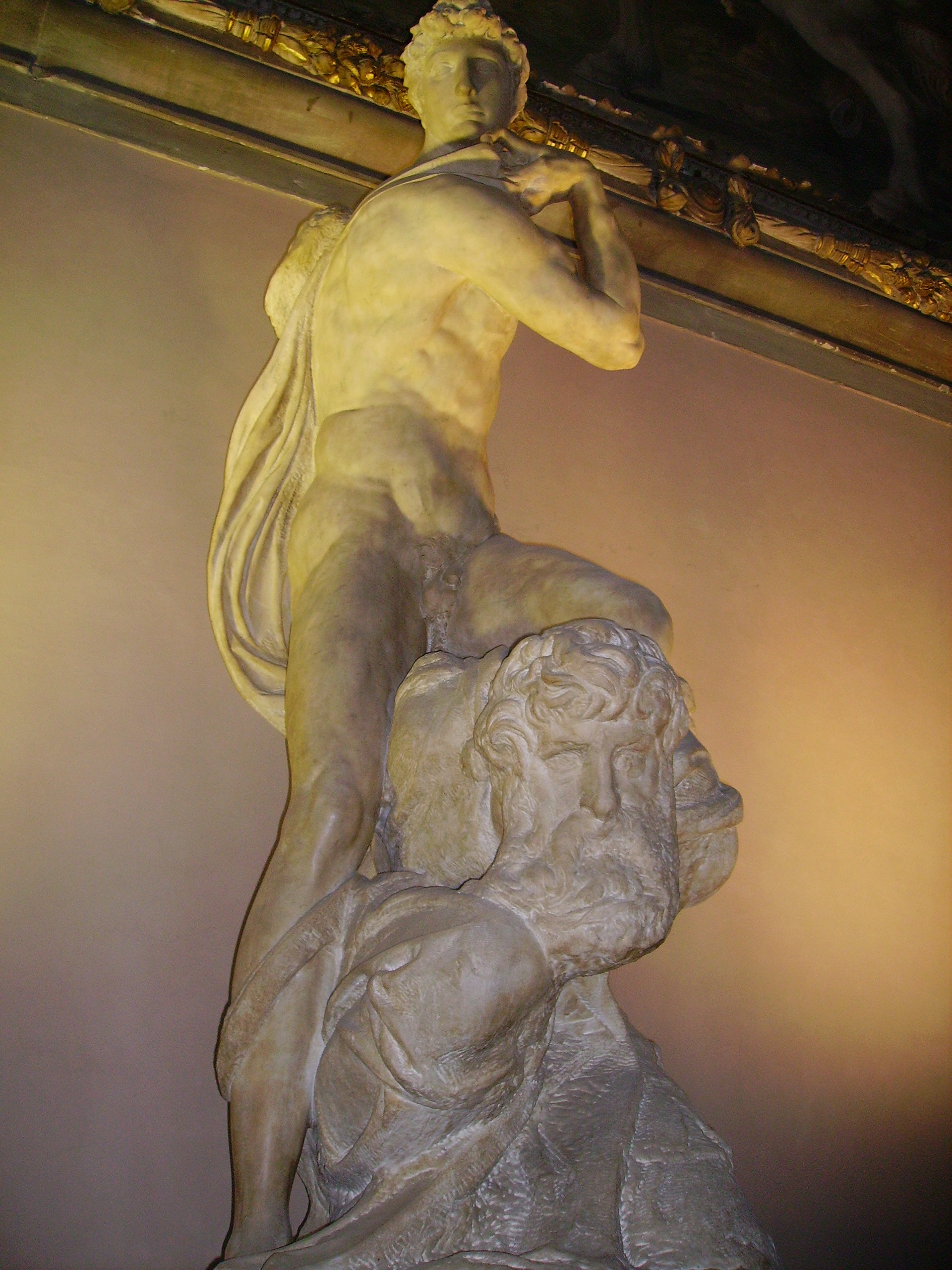
عبقرية النصر (قرابة 1532–1534)
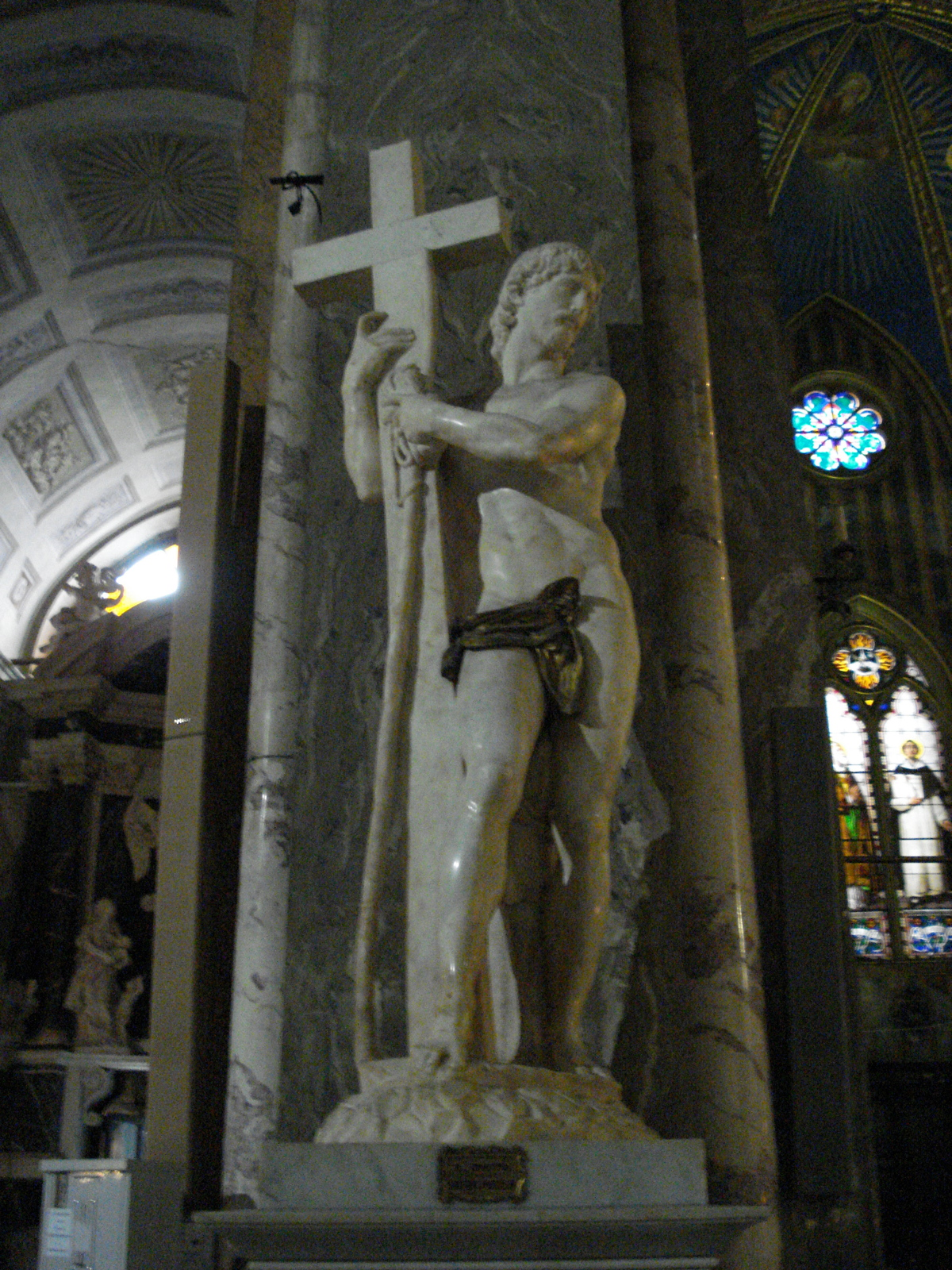
المسيح يحمل صليبه (1519–1520)
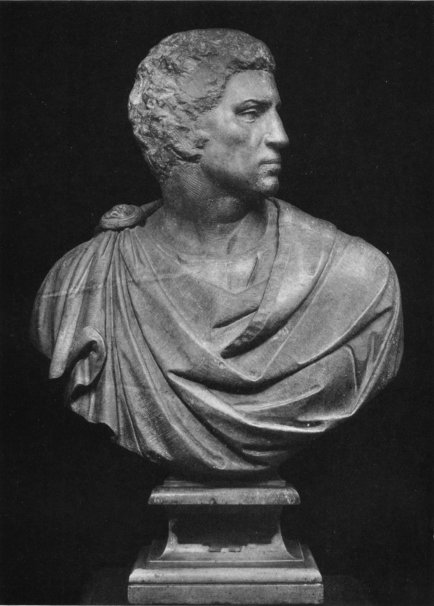
بروتوس (1540)
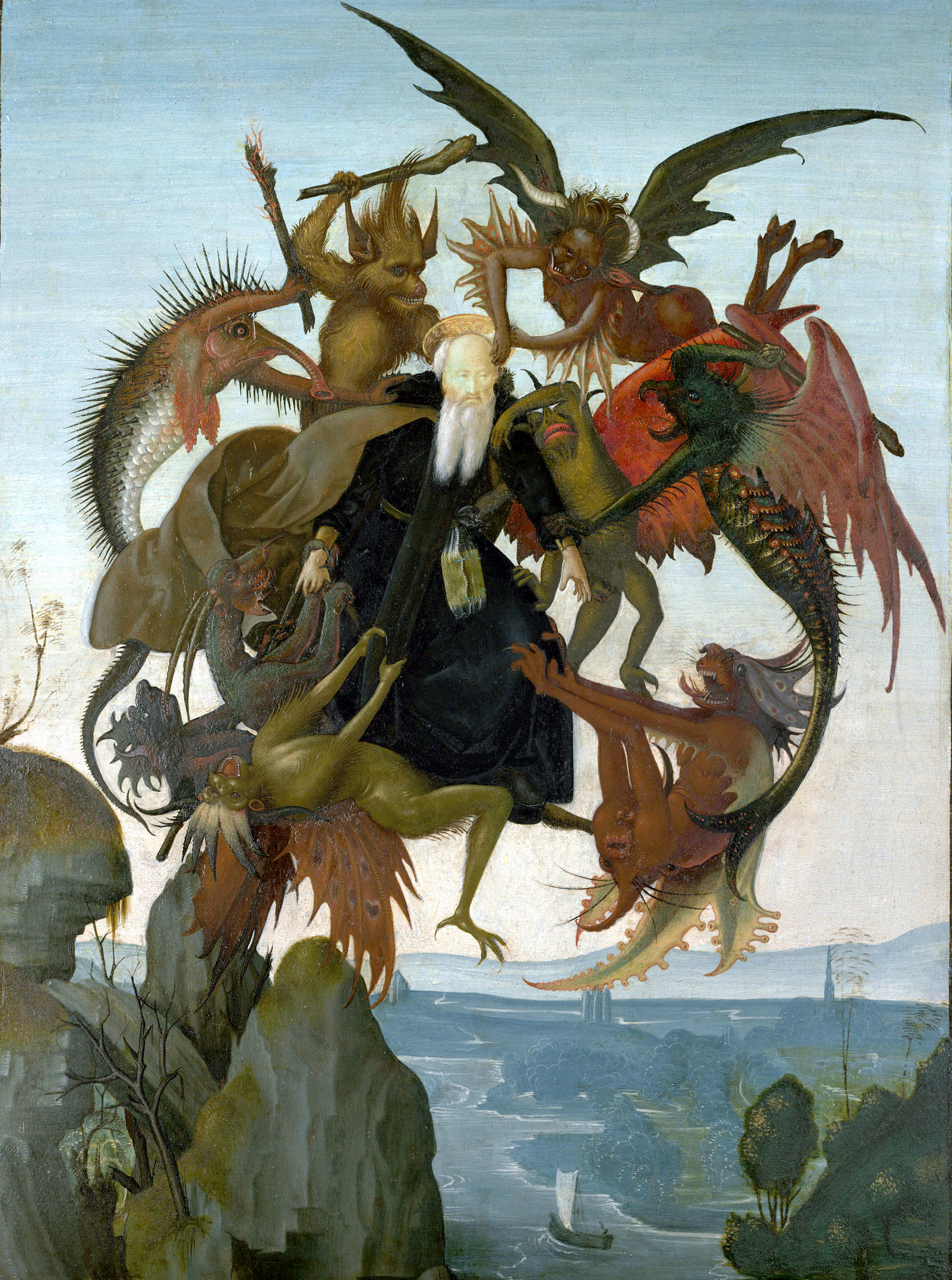
عذاب القديس أنطوني، قرابة (1487-1488)
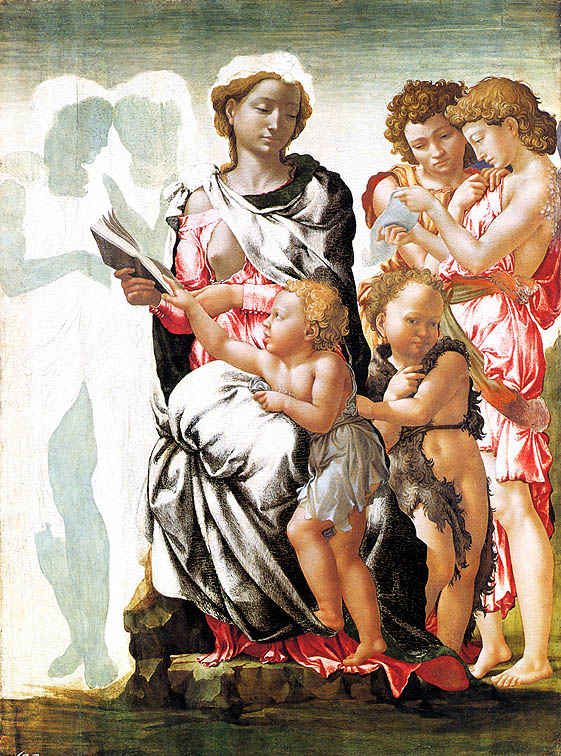
السيدة والطفل مع يوحنا المعمدان والملائكة (قرابة 1497)
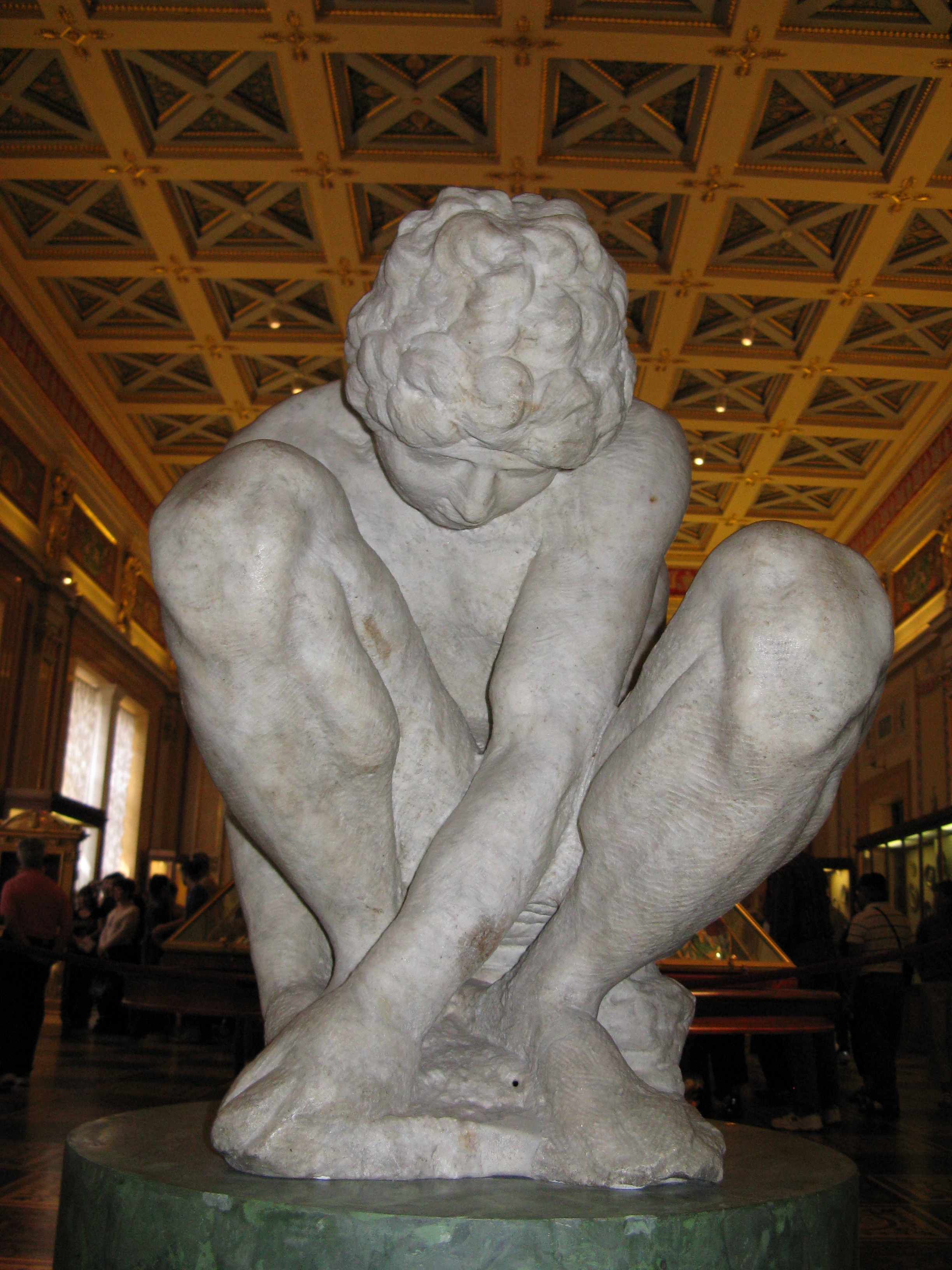
ولد يجلس القرفصاء قرابة (1530-1534)
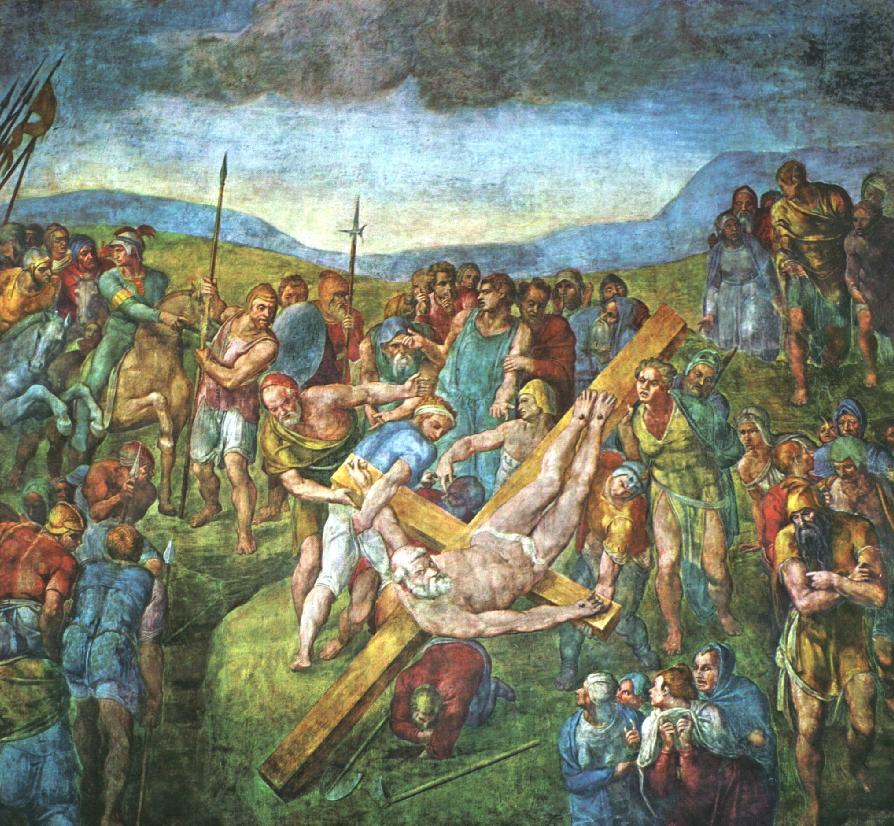
استشهاد القديس بطرس (1542–1550)
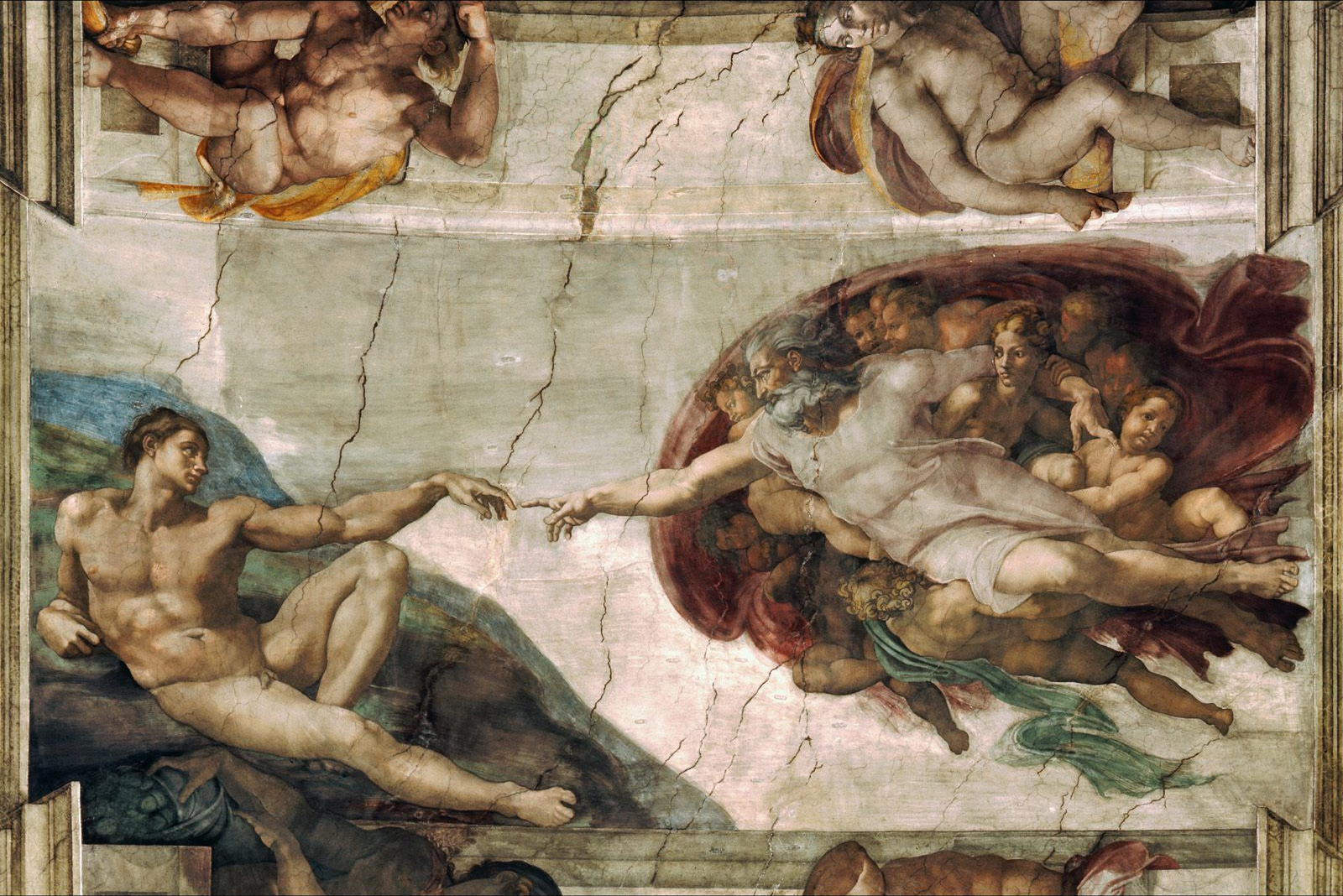
خلق آدم (1508-1512)
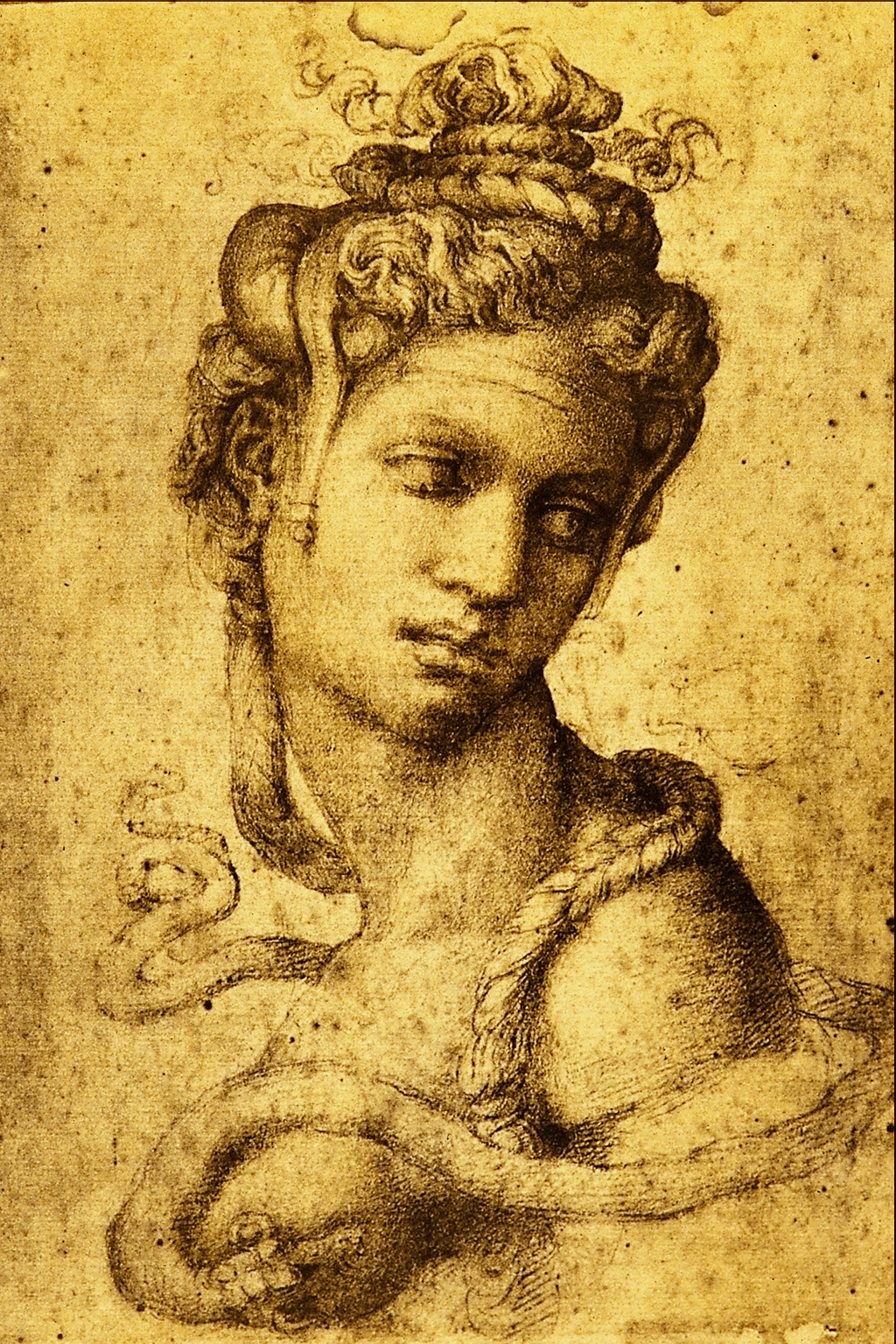
كليوبترا
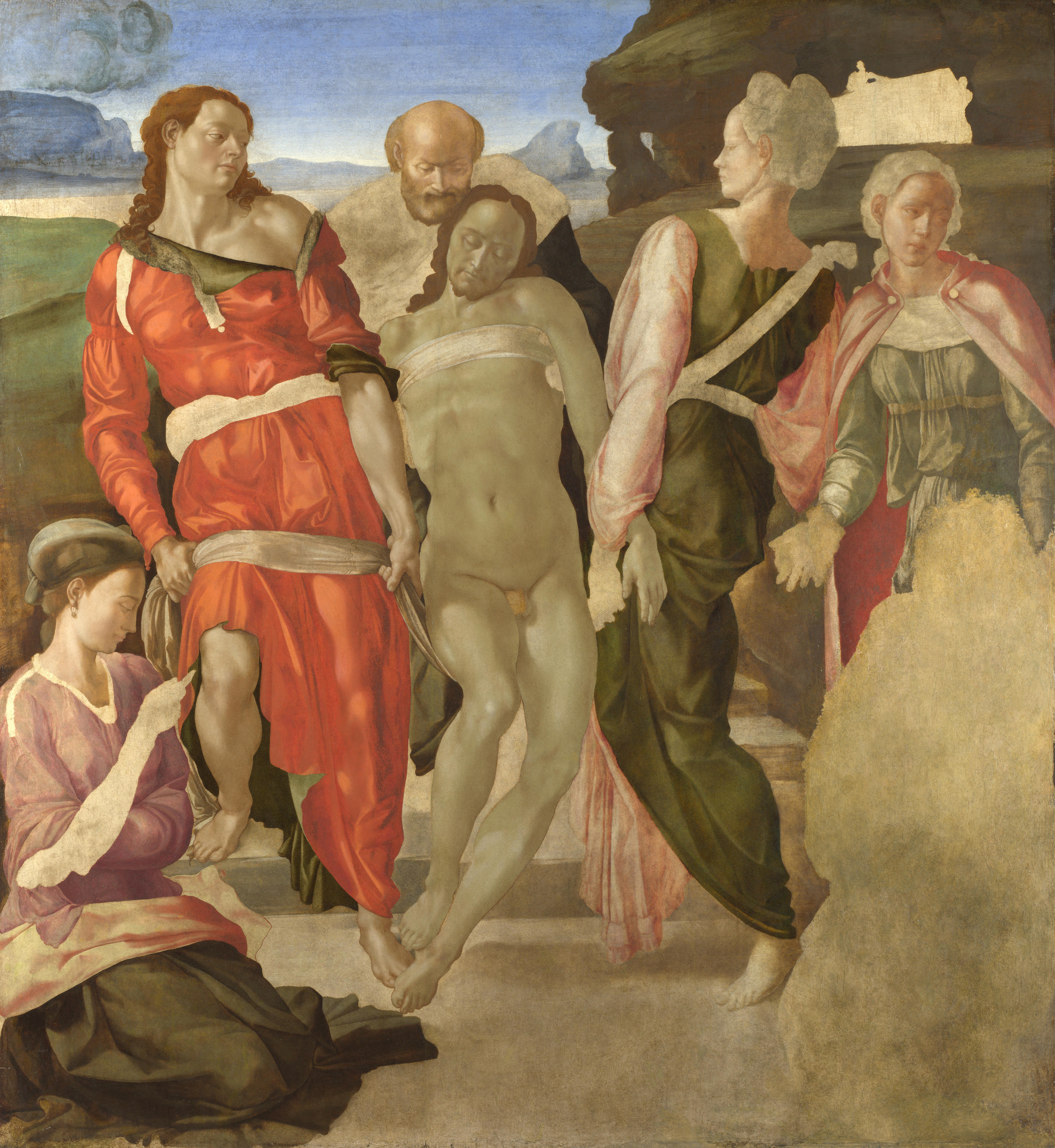
في القبر
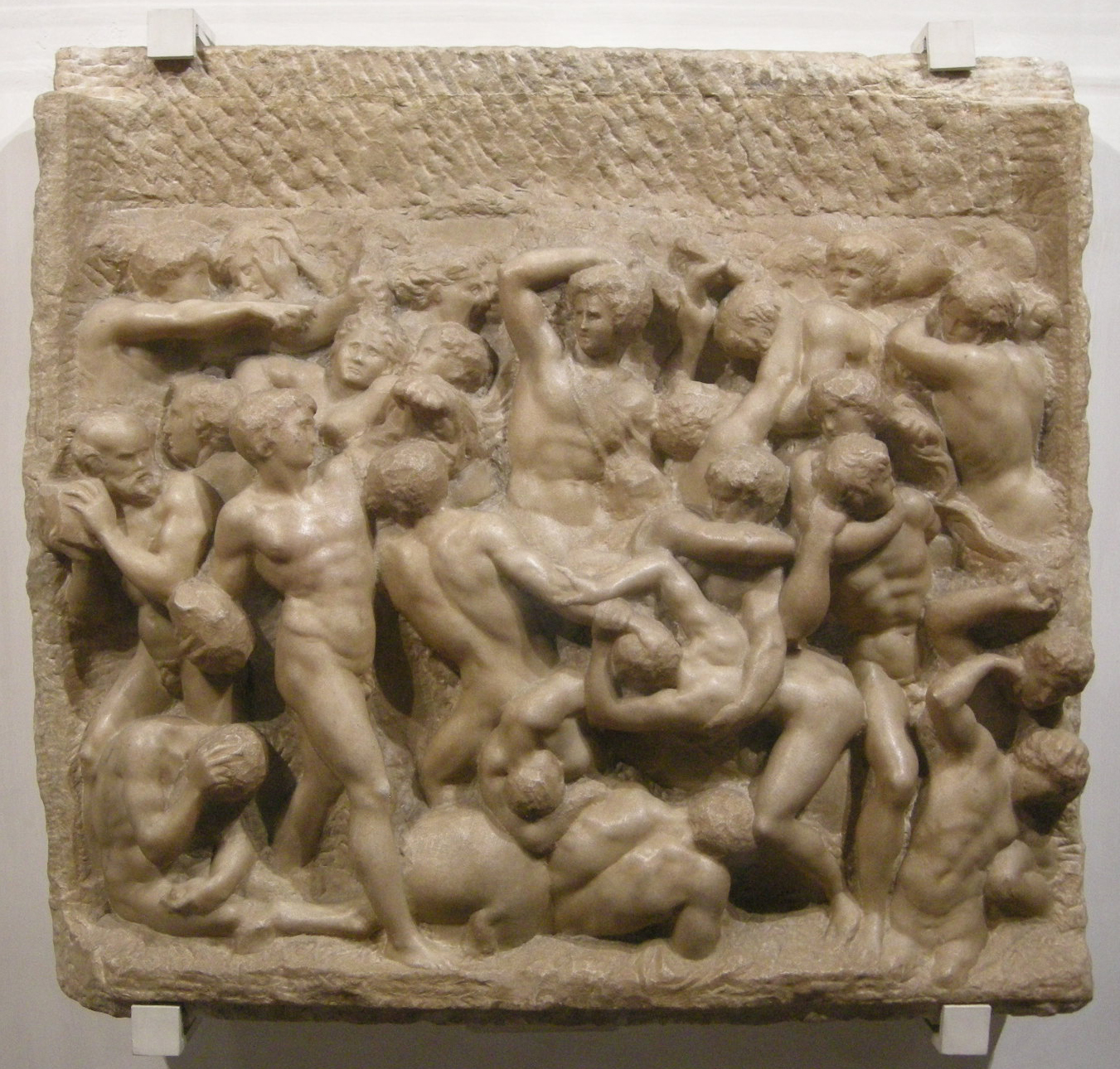
معركة القناطرة (قرابة 1492)

## وصلات خارجية
- ميكيلانجيلو على موقع الموسوعة البريطانية (الإنجليزية)
- ميكيلانجيلو على موقع ميوزك برينز (الإنجليزية)
- ميكيلانجيلو على موقع إن إن دي بي (الإنجليزية)
- ميكيلانجيلو على موقع ديسكوغز (الإنجليزية)
- كاتدرائية القديس بطرس 360 درجة.
- ميكيلانجيلو في «تاريخ الفنون العالمي».
- ميكيلانجيلو في «أرشيفات الفاتيكان السريّة».
- صور لتفاصيل في هضبة كابيتولين.
- «رمز ميكيلانجيلو»، نظرية تقترح أن ميكيلانجيلو قام بوضع رموز لمعرفته بأمور التشريح.
- مؤلفات ميكيلانجيلو بوناروتي في مشروع غوتنبرغ
- مشروع ميكيلانجيلو الرقمي
- المعرض البريطاني المميز لرسومات ميكيلانجيلو – الاقتراب أكثر من المعلم
- لوحات ميكيلانجيلو: هل هي حقيقية أم مزيفة؟ كيف يمكن تقرير إذا ما كانت الرسومات من قبل ميكيلانجيلو.
- فلورانسة ميكيلانجيلو
- النماذج التي استعملها ميكيلانجيلو ليصنع منحوتاته ورسوماته